# Liste der Kulturdenkmale in Oelsnitz/Vogtl.

Wappen von Oelsnitz

In der Liste der Kulturdenkmale in Oelsnitz/Vogtl. sind die Kulturdenkmale der sächsischen Stadt Oelsnitz/Vogtl. verzeichnet, die bis Juli 2019 vom Landesamt für Denkmalpflege Sachsen erfasst wurden (ohne archäologische Kulturdenkmale). Die Anmerkungen sind zu beachten.
Diese Aufzählung ist eine Teilmenge der Liste der Kulturdenkmale im Vogtlandkreis.

## Oelsnitz
| Bild                                    | Bezeichnung | Lage                                                                                            | Datierung                                                                                      | Beschreibung | ID       |
| --------------------------------------- | --- | ----------------------------------------------------------------------------------------------- | ---------------------------------------------------------------------------------------------- | --- | -------- |
|                                         | Denkmalschutzgebiet Stadtkern Oelsnitz (Vogtl.), Vorschlag | (Stadtkern) (Karte)                                                                             | Nach 1859                                                                                      | Denkmalschutzgebiet Stadtkern Oelsnitz (Vogtl.), Vorschlag | 09246102 |
| Direkt Bild zu diesem Denkmal hochladen | Ehemalige Gaststätte (Gasthaus Adlermühle) eines Mühlenanwesens (zwei Hausteile), jetzt Wohnhaus, sowie Schuppen, Gartenpavillon und -laube                                                                                                  | Adlermühle 1, 2 (Karte)                                                                         | 19. Jahrhundert (Mühle); um 1910 (Gartenpavillon und Schuppen)                                 | Mehrfach veränderte Baugruppe von landschaftsprägendem und ortsgeschichtlichem Wert. Schlichte, mehrfach überformte Putzbauten, Holzschuppen mit bemerkenswertem originalem Schnitzwerk, im Garten schöner hölzerner Pavillon im Originalzustand (Tür, Fenster inklusive Verglasung), beide von wissenschaftlichem Wert. | 09234827 |
| Direkt Bild zu diesem Denkmal hochladen | Doppelwohnhaus in offener Bebauung mit Einfriedung und Stützmauer | Adolf-Damaschke-Straße 29, 31 (Karte)                                                           | Letztes Viertel 19. Jahrhundert                                                                | Relativ schlichtes Gebäude, historisierende Putzfassade mit zwei Mittelrisaliten und Mansardwalmdach von straßenbildprägendem Wert, als zur älteren Bebauung des Gebiets gehörig auch von ortsgeschichtlichem Wert. Zweigeschossiger Putzbau von jeweils vier Achsen, Stützmauer aus Bruchstein, Einfriedung mit Gitter im Originalzustand, Fenster erneuert, Putz schadhaft, Nummer 31 mit originalem Holzvorhaus (um 1900–1905). | 09234732 |
| Direkt Bild zu diesem Denkmal hochladen | Doppelwohnhaus in offener Bebauung mit Einfriedung und Stützmauer | Adolf-Damaschke-Straße 33, 35 (Karte)                                                           | Um 1900                                                                                        | Historisierende Klinkerfassade mit zwei Ecktürmen und Mansardwalmdach von straßenbildprägendem Wert, auch von baugeschichtlicher Bedeutung | 09304836 |
| Direkt Bild zu diesem Denkmal hochladen | Turnhalle in offener Bebauung (Vogtland-Sporthalle) | Adolf-Damaschke-Straße 55 (Karte)                                                               | Um 1910                                                                                        | Schlichter barockisierender Putzbau von stadtbildprägendem und ortsgeschichtlichem Wert. Zweigeschossig, mezzaninartiges Obergeschoss, beide Geschosse durch Lisenen- und Rundbogengliederung zusammengefasst, Hauptteil achtachsig mit Walmdach, an beiden Langseiten je ein vorspringendes halbrundes Türmchen mit geschweifter Haube, chorartiger Anbau mit Mansarddach und Fünfachtelschluss. | 09234793 |
| Direkt Bild zu diesem Denkmal hochladen | Wohnhaus in halboffener Bebauung und in Ecklage | Alte Bahnhofstraße 1 (Karte)                                                                    | Um 1860, später überformt                                                                      | Mit Ladeneinbauten, gut proportionierter Putzbau in der Tradition des Klassizismus, von städtebaulicher Bedeutung, markante Lage am Heppeplatz. Dreigeschossig, Fassade später überformt, Putz erneuert, sehr sparsames Dekor mit spätexpressionistischen Elementen. | 09234722 |
| Direkt Bild zu diesem Denkmal hochladen | Wohnhaus in geschlossener Bebauung und in Ecklage, mit Vorgarten | Alte Bahnhofstraße 2 (Karte)                                                                    | Wohl 3. Viertel 19. Jahrhundert                                                                | Schlichter, gut proportionierter Putzbau in spätklassizistischen Formen von baugeschichtlichem und städtebaulichem Wert. Zweigeschossig, Erdgeschoss rustiziert bzw. genutet, mit segmentbogigen Fenstern, weitgehend noch im Originalzustand, ehemals Lederfabrikant/Lederhändler Carl Wetzstein und Nähmaschinenhändler Oskar Pinther (um 1900). | 09234718 |
| Direkt Bild zu diesem Denkmal hochladen | Mietshaus in geschlossener Bebauung | Alte Bahnhofstraße 4 (Karte)                                                                    | Um 1900                                                                                        | Zeittypischer historisierender Klinkerbau mit relativ sparsamem Dekor, von stadtbildprägendem und baugeschichtlichem Wert. Vergleiche Nummer 6, zum Teil Originalzustand, ehemalige Scheuertuchfabrik Wenzel Winterstein (um 1900). | 09234719 |
| Direkt Bild zu diesem Denkmal hochladen | Mietshaus in geschlossener Bebauung | Alte Bahnhofstraße 6 (Karte)                                                                    | Um 1900                                                                                        | Zeittypischer historisierender Klinkerbau, von stadtbildprägendem und baugeschichtlichem Wert | 09234720 |
| Direkt Bild zu diesem Denkmal hochladen | Doppelmietshaus in geschlossener Bebauung | Alte Bahnhofstraße 8, 10 (Karte)                                                                | Um 1900                                                                                        | Nummer 8 ehemals mit Gaststätte (Restaurant „Zur Jägerhalle“), zeittypischer roter Klinkerbau mit barockisierendem Dekor, städtebaulicher und lokalgeschichtlicher Wert. - Nummer 8: Fenster zum Teil original, Tor erneuert, Richard Mack und Schneiderin Johanne Schmidt (um 1900) - Nummer 10: schöne originale Tür inklusive Klinke | 09234721 |
| Direkt Bild zu diesem Denkmal hochladen | Mietshaus in halboffener Bebauung | Alte Bahnhofstraße 12 (Karte)                                                                   | Um 1900                                                                                        | Zeittypischer gelber Klinkerbau mit relativ maßvollem Dekor, von städtebaulichem Wert | 09234724 |
|                                         | Herrenhaus (jetzt Firmensitz, Alte Plauensche Straße 1) mit Anbauten und daran angebautes Wirtschaftsgebäude (jetzt Wohnungen, Mittelweg 2) des ehemaligen Rittergutes Untermarxgrün                                                         | Alte Plauensche Straße 1 (Mittelweg 2) (Karte)                                                  | Bezeichnet mit 1753; um 1830, später überformt                                                 | Alte Ortslage Untermarxgrün, Herrenhaus markant dekorierter Putzbau mit Dachreiter, repräsentative, historisierend überformte, klassizistische Fassade, im Kern barockes Gebäude, unregelmäßige Bautengruppe von ortsgeschichtlicher, ortsbildprägender und baugeschichtlicher Bedeutung. Herrenhaus zeitweise Dienststelle des Landratsamtes, dreigeschossig, Mittelrisalit, zweigeschossiger Vorbau mit Eingangshalle im Erdgeschoss und abschließendem Altan (Brüstung erneuert), Giebel und stattlicher Dachreiter mit offener Laterne und Zwiebelhaube, Hofseite mit barockem Granitportal und originaler Tür, Fenstersprossung sowie Treppenhausgeländer ebenfalls noch original. | 09234754 |
| Weitere Bilder                          | Katholische Pfarrkirche St. Karl Borromäus | Alte Reichenbacher Straße 5 (Karte)                                                             | Bezeichnet mit 1921                                                                            | Neuromanischer Putzbau mit asymmetrischer Fassade, seitlicher Turm mit Rhombendach im Anklang an die rheinische Spätromanik, Portal mit Mosaik, erbaut auf dem Terrain einer mittelalterlichen Nikolauskapelle, städtebauliche und baugeschichtliche Bedeutung. Dreischiffige Halle mit breitem Mittelschiff und Altarapsis, Mittelschiff mit Quertonnen, Seitenschiffe flach gedeckt, Chor mit Rippengewölbe, Ausstattung großenteils original (Gestühl, Skulpturen u. a.), Altarraum durch Modernisierung beeinträchtigt, 1921 Weihedatum außen und innen. | 09234677 |
| Weitere Bilder                          | Empfangsgebäude und Bahnsteigüberdachung des Bahnhofs | Am Bahnhof 3 (Karte)                                                                            | 1865                                                                                           | Zeittypischer Putzbau in den Formen des Spätklassizismus an der Bahnstrecke Herlasgrün–Oelsnitz (6648; sä. HOe), von städtebaulicher und verkehrsgeschichtlicher Bedeutung, zum Teil noch in gutem Originalzustand. Zweigeschossig, dreigeschossiger Mitteltrakt, im Erdgeschoss Rundbogenfenster, im Obergeschoss profilierte Kastenfenster, vorkragendes niedriges Satteldach, im Originalzustand: Fenster, Portale, Bahnsteige mit Gusseisen- bzw. Holzkonstruktion, Putz erneuert. | 09234791 |
| Direkt Bild zu diesem Denkmal hochladen | Villa (Nr. 7, später Forstverwaltung) und zwei aneinandergebaute Nebengebäude (Nr. 7a) | Am Jahnteich 7, 7a (Karte)                                                                      | Um 1900 (Villa); um 1935 (Wohnhaus)                                                            | Zeittypischer historisierender Putzbau von städtebaulicher und stadtgeschichtlicher Bedeutung. Zweigeschossig, fünf × vier Achsen, Durchgänge und Fenstergitter im Sockelgeschoss im Originalzustand, Fassade restauriert. Schlichte Nebengebäude: Wagenremise und Wohnhaus. | 09234733 |
| Direkt Bild zu diesem Denkmal hochladen | Ehemalige Färberei Patzsche in offener Bebauung (jetzt Wohnhaus) | Am Jahnteich 10 (Karte)                                                                         | Um 1820                                                                                        | Landschaftstypischer Putzbau mit Krüppelwalmdach und schönen Portalen, als eines der frühesten Manufakturgebäude der Region von regional- und industriegeschichtlicher Bedeutung. Putz erneuert, Fassade vereinfacht, fünf granitene Portale, zwei qualitätvolle originale Holztüren, schöne Kellertür (sämtlich 1. Hälfte 19. Jahrhundert). | 09234797 |
| Direkt Bild zu diesem Denkmal hochladen | Häuslerhaus | Am Kindergarten 1 (Karte)                                                                       | Wohl vor 1800                                                                                  | Alte Ortslage Lauterbach, landschaftstypisches eingeschossiges Haus, sozialgeschichtlich von Bedeutung | 09234818 |
| Direkt Bild zu diesem Denkmal hochladen | Häuslerhaus | Am Kindergarten 2 (Karte)                                                                       | Vor 1800                                                                                       | Alte Ortslage Lauterbach, landschaftstypische Häuslerhaus, sozialgeschichtlich von Bedeutung | 09234809 |
| Direkt Bild zu diesem Denkmal hochladen | Wohnhaus in halboffener Bebauung | An der Stadtmauer 5 (Karte)                                                                     | Nach 1859                                                                                      | Putzbau mit Walmdach, in zeittypischer schlichter Tektonik mit dezentem Dekor, städtebaulicher und baugeschichtlicher Wert. Zweigeschossig, Fensterbrüstungen im ersten Obergeschoss mit dezentem Dekor aus Drei- und Vierpassfeldern, vergleiche Kirchplatz 2–4. | 09234689 |
| Direkt Bild zu diesem Denkmal hochladen | Ehemaliges Bankgebäude in offener Bebauung (jetzt Ärztehaus) | August-Bebel-Straße 1 (Karte)                                                                   | Um 1900                                                                                        | Repräsentativer historisierender Bau von stadtbildprägender und ortsgeschichtlicher Bedeutung, Lage an Straßeneinmündung. Dreigeschossig, gelber Klinker mit Putzflächen im Fensterbereich, zeittypische, historisierende Formen, seitlich monumentaler, von zwei Kolossalsäulen flankierter Haupteingang mit Attika, markanter Eckrisalit, weitgehend im Originalzustand. | 09234633 |
| Direkt Bild zu diesem Denkmal hochladen | Wohnhaus in geschlossener Bebauung und in Ecklage | August-Bebel-Straße 10 (Karte)                                                                  | Bezeichnet mit 1894                                                                            | Historisierender Bau von städtebaulichem und baugeschichtlichem Wert, in ähnlicher Gestaltung Nachbarhaus, vergleiche Nummer 12. Gelber Klinker mit Kunstwerksteingliederung, risalitartige Eckgestaltung. | 09234632 |
| Direkt Bild zu diesem Denkmal hochladen | Wohnhaus in geschlossener Bebauung | August-Bebel-Straße 12 (Karte)                                                                  | Bezeichnet mit 1898                                                                            | Historisierender Bau, originale Details, baugeschichtlicher und städtebaulicher Wert (gründerzeitliche Häuserzeile), Nachbarhaus in ähnlicher Gestaltung, vergleiche Nummer 10. Hofdurchfahrt mit Eingangstor weitgehend im Originalzustand, Tür des Eckladens vermauert. | 09234620 |
| Direkt Bild zu diesem Denkmal hochladen | Mietshaus in geschlossener Bebauung | August-Bebel-Straße 14 (Karte)                                                                  | Um 1900                                                                                        | Zeittypische, historisierende Formen, städtebaulicher und baugeschichtlicher Wert. Dreigeschossig, Klinker mit Werksteingliederung, Fußboden im Hausflur und Innentüren im Originalzustand. | 09234621 |
| Direkt Bild zu diesem Denkmal hochladen | Mietshaus in geschlossener Bebauung | August-Bebel-Straße 16 (Karte)                                                                  | Um 1900                                                                                        | Zeittypische, historisierende Formen, mit Balkon, von städtebaulichem und baugeschichtlichem Wert, geschlossene Häuserzeile. Vergleiche Nummer 14 und 18, Fassade geringfügig vereinfacht. | 09234622 |
| Direkt Bild zu diesem Denkmal hochladen | Villa, jetzt Kindergarten | August-Bebel-Straße 17 (Karte)                                                                  | Um 1860, später überformt                                                                      | Auf abfallendem Terrain, historisierender zweigeschossiger Putzbau mit übergiebeltem Mittelrisalit und vereinfachter Fassade, ortsgeschichtlicher und städtebaulicher Wert | 09234631 |
| Direkt Bild zu diesem Denkmal hochladen | Mietshaus in geschlossener Bebauung | August-Bebel-Straße 18 (Karte)                                                                  | Um 1900                                                                                        | Zeittypische, historisierende Formen, von städtebaulichem und baugeschichtlichem Wert, geschlossene Häuserzeile | 09234626 |
| Direkt Bild zu diesem Denkmal hochladen | Doppelmietvilla in offener Bebauung, mit Vorgarten und Einfriedung | August-Bebel-Straße 19, 21 (Karte)                                                              | Bezeichnet mit 1898                                                                            | Gründerzeitliche Stilformen, markante Eckerker mit oktogonalen turmartigen Aufbauten, städtebaulicher und baugeschichtlicher Wert, ursprüngliches Interieur in seltener Vollständigkeit erhalten. Zweigeschossiger Putzbau mit Klinkersockel, originale Türen mit Regendächern und Holzverstrebungen, Seitenveranden (1920er Jahre?) im ursprünglichen Zustand. | 09234629 |
| Direkt Bild zu diesem Denkmal hochladen | Mietshaus in geschlossener Bebauung | August-Bebel-Straße 20 (Karte)                                                                  | 1905–1906 laut Auskunft des Besitzers                                                          | Mittenbetonte Fassade mit zeittypischen, historisierenden Formen, geschlossene Häuserzeile, von städtebaulichem und baugeschichtlichem Wert, beachtlicher Originalzustand im Innern. Haustür, Flügeltüren zum Treppenhaus, Treppengeländer (Schmiedeeisen), zwei bemerkenswerte Jugendstilfenster mit Verglasung im Treppenhaus im Originalzustand. | 09234627 |
| Direkt Bild zu diesem Denkmal hochladen | Mietshaus in geschlossener Bebauung | August-Bebel-Straße 22 (Karte)                                                                  | Um 1900                                                                                        | Zeittypische, historisierende Formen, geschlossene Häuserzeile, von städtebaulichem und baugeschichtlicher Wert, weitgehend im Originalzustand, gleiche Gestaltung wie Nachbarhaus, vergleiche Nummer 24. Dachgaupen mit Pyramidendächern, Haustür. | 09234628 |
| Direkt Bild zu diesem Denkmal hochladen | Mietshaus in geschlossener Bebauung | August-Bebel-Straße 24 (Karte)                                                                  | 1905 laut Auskunft                                                                             | Zeittypische, historisierende Formen, geschlossene Häuserzeile, von städtebaulichem und baugeschichtlichem Wert, weitgehend im Originalzustand, gleiche Gestaltung wie Nachbarhaus, vergleiche Nummer 22. Tür und Hausflur im Originalzustand. | 09234623 |
| Direkt Bild zu diesem Denkmal hochladen | Mietshaus in geschlossener Bebauung | August-Bebel-Straße 28 (Karte)                                                                  | Um 1900                                                                                        | Zeittypische, historisierende Formen, geschlossene Häuserzeile, von städtebaulichem und baugeschichtlichem Wert | 09234624 |
| Direkt Bild zu diesem Denkmal hochladen | Mietshaus in geschlossener Bebauung | August-Bebel-Straße 30 (Karte)                                                                  | Um 1900                                                                                        | Zeittypische, historisierende Formen, geschlossene Häuserzeile, von städtebaulichem und baugeschichtlichem Wert. Dachgaupen und Haustür original, sonst erneuert, ehemals hier Buchdruckerei Gebr. Rudolf (vermutlich im Hinterhaus Nummer 30a). | 09234625 |
| Direkt Bild zu diesem Denkmal hochladen | Mietshaus in geschlossener Bebauung | August-Bebel-Straße 32 (Karte)                                                                  | Um 1900                                                                                        | Zeittypische, historisierende Formen, geschlossene Häuserzeile, von städtebaulichem und baugeschichtlichem Wert | 09304773 |
|                                         | Doppelmietshaus in halboffener Bebauung | August-Bebel-Straße 43, 45 (Karte)                                                              | Bezeichnet mit 1901                                                                            | Zeittypische, historisierende Formen, von baugeschichtlichem Wert | 09304774 |
|                                         | Mietshaus in geschlossener Bebauung | August-Bebel-Straße 47 (Karte)                                                                  | Bezeichnet mit 1898                                                                            | Zeittypische, historisierende Formen, markanter Eckbau, von städtebaulichem und baugeschichtlichem Wert | 09304775 |
|                                         | Mietshauszeile mit fünf Eingängen in geschlossener Bebauung konzipiert | August-Bebel-Straße 57, 59, 61, 63, 65 (Karte)                                                  | 1926–1928                                                                                      | Zeittypische Putzbauten mit Klinkersockel und Klinkereingängen, expressionistische Architekturelemente (z. B. Dreiecksformen), straßenbildprägender und baugeschichtlicher Wert. Dreigeschossig, Nummer 65 zweigeschossig mit markantem abgerundetem Übergang, Originalzustand, namentlich Türen und Fenster, Eingänge Nummer 57–63 durch dreiseitige, risalitartige Vorsprünge wirkungsvoll gegliedert, Dachzone massiv als Zwerchhaus mit Flachgiebel gestaltet, Mansarddach. | 09234824 |
|                                         | Doppelmietshaus in geschlossener Bebauung | August-Bebel-Straße 80, 82 (Karte)                                                              | Um 1930                                                                                        | Zeittypischer Putzbau mit gliedernden Klinkerelementen von straßenbildprägender Bedeutung sowie von baugeschichtlichem Wert. Nummer 80: Viergeschossig, schmaler, in der Straßenfront wirkungsvoll vorspringender turmartiger Bau mit Flachdach. | 09234769 |
| Direkt Bild zu diesem Denkmal hochladen | Postamt (Nr. 1) in offener Bebauung und Vorplatz sowie Nebengebäude (Nr. 3) | Bachstraße 1, 3 (Karte)                                                                         | Bezeichnet mit 1922–1924 (Post); um 1930 (Nebengebäude)                                        | Postgebäude in doppelter Ecklage, schlichter, asymmetrisch gruppierter Putzbau aus Hauptteil und Seitenflügel, Reformstil-Architektur, jüngeres Nebengebäude Klinkerbau im Stil der Moderne, städtebauliche Bedeutung sowie stadtgeschichtlicher und baugeschichtlicher Wert. - Hauptgebäude: dreigeschossig mit Mansarddach, rückseitig noch originale Details (Wandlaterne, Garagentür) - Seitenflügel: zweigeschossig mit Walmdach - Nebengebäude: zeittypischer funktionaler Klinkerbau mit Flachdach Städtebaulich wirkungsvoll abgerundete Ecklösung sowie Eingangsrisalit mit originaler Tür und Uhr. | 09234638 |
| Direkt Bild zu diesem Denkmal hochladen | Wohn- und Geschäftshaus (ehemals Bankgebäude) in Ecklage | Bachstraße 2 (Karte)                                                                            | Um 1910/1915                                                                                   | An platzartiger Straßengabelung von städtebaulicher Bedeutung (Nachbarschaft zum Postgebäude), weitgehend im Originalzustand, Reformstilarchitektur, stilistisch deutliche Abkehr vom Historismus mittels Reduktion des plastischen Dekors auf wenige Details, baugeschichtlich von Bedeutung. Dreigeschossiger Putzbau mit repräsentativer Eckgestaltung, ursprüngliches Eingangsportal vermauert, Fenster original, nur im Dachbereich zum Teil vereinfacht, Seiteneingänge ebenfalls original. | 09234635 |
|                                         | Mietshaus in halboffener Bebauung und in Ecklage | Bachstraße 17 (Karte)                                                                           | Um 1900                                                                                        | Zeittypischer historisierender Putz-Klinker-Bau, überhöhter Eckerker, Anklänge an den neogotischen Stil, von stadtbildprägender und baugeschichtlicher Bedeutung. Dreigeschossig, Steildach, risalitartige Eckgestaltung mit Mittelerker über vermauertem Ladeneingang, ausgebautes Dachgeschoss, im Eckbereich massiv, originale Dachgaupen. | 09234639 |
| Direkt Bild zu diesem Denkmal hochladen | Mietshaus in geschlossener Bebauung | Bachstraße 19 (Karte)                                                                           | Um 1910                                                                                        | Zeittypischer, schlichter Putzbau mit sparsamem Dekor und klassizierendem Eingangsportal, von baugeschichtlicher Bedeutung. Dreigeschossig, fünf Achsen, originale Fenster und Haustür. | 09234640 |
| Direkt Bild zu diesem Denkmal hochladen | Fußgängertunnel | Bahnhofstraße (Karte)                                                                           | Vor 1900                                                                                       | Unter der Bahnlinie, mit hölzerner Eingangsverkleidung, im Originalzustand, ortsgeschichtlich von Bedeutung | 09234714 |
| Direkt Bild zu diesem Denkmal hochladen | Straßenbrücke über die Weiße Elster | Bahnhofstraße (Karte)                                                                           | 1. Hälfte 19. Jahrhundert; 1947–1948 Wiederaufbau                                              | Bogenbrücke, von stadtgeschichtlichem und stadtbildprägendem Wert. Ein Brückenbogen (Bruchstein) noch erhalten, die beiden übrigen Bögen nach 1945 erneuert, im Brückengeländer Relief mit Händedruck, auf der gegenüberliegenden Seite Inschrift („Wiedererbaut 1947–48“). | 09234712 |
| Direkt Bild zu diesem Denkmal hochladen | Mietshaus in halboffener Bebauung und in Ecklage | Bahnhofstraße 5 (Karte)                                                                         | Um 1900                                                                                        | Mit Laden, zeittypisches Gründerzeithaus mit barockisierendem Dekor, städtebaulicher Wert. Ehemals Möbelmagazin Franz Fülle und Putzgeschäft Emilie Springer (um 1900). | 09234708 |
| Direkt Bild zu diesem Denkmal hochladen | Mietshaus in geschlossener Bebauung (bauliche Einheit mit Nr. 10) | Bahnhofstraße 8 (Karte)                                                                         | Um 1900                                                                                        | Zeittypischer historisierender Klinkerbau mit Putzelementen, städtebaulicher Wert. Haustür im Originalzustand, ehemals Material- und Kolonialwaren Oskar Kautzsch (um 1900). | 09234710 |
| Direkt Bild zu diesem Denkmal hochladen | Mietshaus in halboffener Bebauung | Bahnhofstraße 9 (Karte)                                                                         | 1885                                                                                           | Mit Laden, gut proportionierter Bau in der Tradition des Spätklassizismus, als einer der frühesten Bauten in diesem Gebiet von städtebaulicher und baugeschichtlicher Bedeutung. Dreigeschossiger Putzbau, traufständig, Giebelfront mit Mittelrisalit, Attika und Dreiecksgiebel, erstes Obergeschoss mit Pilastern, guter Originalzustand, ehemals Uhrmacher Oscar Wollner (um 1900). | 09234707 |
| Direkt Bild zu diesem Denkmal hochladen | Mietshaus in halboffener Bebauung und in Ecklage (bauliche Einheit mit Nr. 8) | Bahnhofstraße 10 (Karte)                                                                        | Um 1900                                                                                        | Mit Gaststätte, zeittypischer historisierender Klinkerbau mit Putzelementen, städtebaulicher und baugeschichtlicher Wert. Vergleiche Nummer 8, Fenster, Dachbereich etc. erneuert, ehemals Restauration „Zur Quelle“ und Lohnfuhrwerksbesitzer Robert Canis und Schmiede J. A. Glaß (um 1900). | 09234709 |
| Direkt Bild zu diesem Denkmal hochladen | Mietshaus in geschlossener Bebauung | Bahnhofstraße 11 (Karte)                                                                        | Um 1900                                                                                        | Zeittypischer, roter Klinkerbau mit neobarockem Stuckdekor, mittig Zwerchhaus mit Schweifgiebel, straßenbildprägender und baugeschichtlicher Wert | 09234706 |
| Direkt Bild zu diesem Denkmal hochladen | Mietshaus in geschlossener Bebauung (Doppelmietshaus mit Nr. 15) | Bahnhofstraße 13 (Karte)                                                                        | Um 1900                                                                                        | Ehemals mit Laden, zeittypischer historisierender Bau, von baugeschichtlicher Bedeutung. Ladeneingang vermauert, qualitätvolle originale Doppeltür, ehemals Schneiderin Linda Bechert (um 1900). | 09234702 |
| Direkt Bild zu diesem Denkmal hochladen | Mietshaus in geschlossener Bebauung (Doppelmietshaus mit Nr. 13) | Bahnhofstraße 15 (Karte)                                                                        | Um 1900                                                                                        | Zeittypischer historisierender Bau, von baugeschichtlicher Bedeutung. Qualitätvolle originale Doppeltür, ehemals Fleischerei Curt Künzel (um 1900). | 09234701 |
| Direkt Bild zu diesem Denkmal hochladen | Mietshaus in geschlossener Bebauung | Bahnhofstraße 17 (Karte)                                                                        | Um 1900                                                                                        | Mit Ladenzone, zeittypischer historisierender Bau im Stil der Neorenaissance, mit repräsentativem Mittelerker und eigenartiger, schmaler Steildachbekrönung, von straßenbildprägender und baugeschichtlicher Bedeutung. Dreigeschossig, qualitätvolles Dekor im ersten Obergeschoss: gekuppelte Fenster, darüber gesprengte Giebel mit eingestellten Frauenbüsten, Durchfahrt mit originalem Tor, Fenster im ersten und zweiten Obergeschoss sowie Dachgaupen noch original, ehemals Schneiderei und Kleidermagazin Richard Heyne. (um 1900) | 09234700 |
| Direkt Bild zu diesem Denkmal hochladen | Mietshaus in geschlossener Bebauung | Bahnhofstraße 19 (Karte)                                                                        | Um 1900                                                                                        | Mit Ladenzone, zeittypische historisierende Putzfassade mit markantem Mittelrisalit, von stadtbildprägendem und baugeschichtlichem Wert. Ehemals Tischlerei und Möbelmagazin Albin Schmidt (um 1900). | 09234699 |
| Direkt Bild zu diesem Denkmal hochladen | Mietshaus in geschlossener Bebauung | Bahnhofstraße 21 (Karte)                                                                        | Um 1900                                                                                        | Mit Laden, zeittypischer historisierender Bau, mittenbetonte Klinkerfassade, mit stadtbildprägendem und baugeschichtlichem Wert. Ehemals Steinkohlenhändler Curt Patz (um 1900). | 09234698 |
| Direkt Bild zu diesem Denkmal hochladen | Mietshaus in geschlossener Bebauung | Bahnhofstraße 23 (Karte)                                                                        | Um 1900                                                                                        | Mit Laden, zeittypischer historisierender Bau, mittenbetonte Klinkerfassade, städtebaulicher und baugeschichtlicher Wert. Zeittypischer roter Klinkerbau mit Putzelementen, weitgehend originaler Zustand, vergleiche Nummer 21, ehemals Tischlerei und Möbelmagazin Robert Pestel (um 1900). | 09234697 |
| Direkt Bild zu diesem Denkmal hochladen | Mietshaus in halboffener Bebauung | Bahnhofstraße 25 (Karte)                                                                        | 1905–1906                                                                                      | Zeittypischer historisierender Bau mit Laden, bauhistorischer Wert, von städtebaulicher Bedeutung (Beginn einer geschlossenen Häuserzeile). Fenster erneuert, zwei Dachgaupen noch im Originalzustand, bezeichnet mit „R. P“ für Penzel. | 09234693 |
| Direkt Bild zu diesem Denkmal hochladen | Mietshaus in halboffener Bebauung | Bahnhofstraße 26 (Karte)                                                                        | Um 1925                                                                                        | Markante Putzfassade, einer der wenigen Bauten der 1920er Jahre in Oelsnitz, von baugeschichtlichem und stadtbildprägendem Wert. Dreigeschossig, mittig Zwerchhaus, typisch expressionistische Architekturelemente (z. B. dreiseitige Überschlaggesimse). | 09234692 |
| Direkt Bild zu diesem Denkmal hochladen | Mietshaus in geschlossener Bebauung | Bahnhofstraße 27 (Karte)                                                                        | Um 1900                                                                                        | Mit Laden, zeittypischer historisierender Klinkerbau, von baugeschichtlichem und stadtbildprägendem Wert, einheitlich gestaltete Baugruppe mit Elsterstraße 2 und Bahnhofstraße 29, 31 und 33. Ehemals Glasgraveur Franz Theodor Kratzenstein und Klempnerwaren Otto Neumärker (um 1900). | 09234703 |
| Direkt Bild zu diesem Denkmal hochladen | Mietshaus in halboffener Bebauung | Bahnhofstraße 28 (Karte)                                                                        | Um 1900                                                                                        | Zeittypischer historisierender Werkstein- und Klinkerbau von stadtbildprägendem und baugeschichtlichem Wert. Dreigeschossig, fünfachsig, traufständiges Steildach, rechte Außenseite als Eingangsrisalit gestaltet, Erdgeschoss als Sockelzone ausgebildet, bossiert, Obergeschosse mit gelbem Klinker mit barockisierendem Werksteindekor, über dem dritten Obergeschoss attikaartige Gestaltung, ausgebautes (viertes) Dachgeschoss mit Dachgaupen, Fenster, Haustür inklusive Vergitterung u. a. im Originalzustand. Gebäude jetzt (1995) leerstehend, ehemals Obst- und Gemüsehandlung Max Künzel (um 1900), später Hutmacher Karl Schurr. | 09234828 |
| Direkt Bild zu diesem Denkmal hochladen | Mietshaus in geschlossener Bebauung | Bahnhofstraße 29 (Karte)                                                                        | Um 1900                                                                                        | Mit Laden (ehemalige Bäckerei und Konditorei), zeittypischer historisierender Klinkerbau, von baugeschichtlichem und stadtbildprägendem Wert, einheitlich gestaltete Baugruppe mit Elsterstraße 2 und Bahnhofstraße 27, 31 und 33. Mittig Zwerchhaus, vergleiche Nummer 27. | 09234704 |
| Direkt Bild zu diesem Denkmal hochladen | Mietshaus in geschlossener Bebauung | Bahnhofstraße 31 (Karte)                                                                        | Um 1900                                                                                        | Mit Laden, zeittypischer historisierender Klinkerbau, von baugeschichtlichem und stadtbildprägendem Wert, einheitlich gestaltete Baugruppe mit Elsterstraße 2 und Bahnhofstraße 27, 29 und 33 | 09234705 |
| Direkt Bild zu diesem Denkmal hochladen | Mietshaus in geschlossener Bebauung | Bahnhofstraße 33 (Karte)                                                                        | Um 1900                                                                                        | Mit Laden, zeittypischer historisierender Klinkerbau, von baugeschichtlichem und stadtbildprägendem Wert, einheitlich gestaltete Baugruppe mit Elsterstraße 2 und Bahnhofstraße 27, 29 und 31. Haustür und Ladenzone noch original, ehemals Fleischerei Fritz Renz (um 1900). | 09234694 |
| Direkt Bild zu diesem Denkmal hochladen | Mietshaus in halboffener Bebauung | Bahnhofstraße 34 (Karte)                                                                        | Um 1900                                                                                        | Mit Laden, reich gegliederter, historisierender Bau, von baugeschichtlichem und stadtbildprägendem Wert. Haustür und Ladenzone noch original, ehemals Maurermeister Franz Mädler, Steinmetz/Bildhauer Reinhard Röder und Töpfer/Ofensetzer Otto Paul Gruber (um 1900). | 09234691 |
| Direkt Bild zu diesem Denkmal hochladen | Mietshaus in geschlossener Bebauung | Bahnhofstraße 36 (Karte)                                                                        | Um 1900                                                                                        | Mit Laden, reich gestaltetes historisierendes Gebäude, mit straßenbildprägendem und baugeschichtlichem Wert. Haustür original, Fenster erneuert, vergleiche Nummer 34. | 09234696 |
| Direkt Bild zu diesem Denkmal hochladen | Mietshaus in halboffener Bebauung | Bahnhofstraße 38 (Karte)                                                                        | Um 1900                                                                                        | Mit Gaststätte, gut proportionierter historisierender Klinkerbau, infolge Lage am Fluss von städtebaulicher Bedeutung. Repräsentative Fassade, jedoch relativ dezenter Baudekor, Erdgeschoss bossiert bzw. genutet, Fenster erneuert, ehemals Restauration „Zur Elsterbrücke“ Ernst Paul Sörgel und Schneiderin Anna Johanna Hübschmann (um 1900). | 09234695 |
| Direkt Bild zu diesem Denkmal hochladen | Doppelmietshaus in offener Bebauung | Bahnhofstraße 40, 42 (Karte)                                                                    | Um 1900                                                                                        | Mit Läden, zeittypisches historisierendes Mietshaus, reiche Fassadengliederung, infolge Lage an der Elster von stadtbildprägendem Wert. Roter Klinkerbau mit Putzelementen, wuchtiges, genutetes Erdgeschoss, straßenseitig Giebelrisalit, flußseitig Zwerchhaus mit Voluten, Türen und Fenster erneuert, Nummer 40 mit originaler Haustür. Nummer 40 ehemals Fleischerei Franz Renz, Nummer 42 ehemals Material- und Kolonialwaren Albin Schneider (um 1900). | 09234690 |
|                                         | Ehemaliges Hotel Stadt Dresden, heute Wohnhaus in offener Bebauung | Carl-Wilhelm-Koch-Straße 1 (Karte)                                                              | Um 1900                                                                                        | Repräsentativer Putzbau in zeittypischen historisierenden Formen von lokalgeschichtlicher und städtebaulicher Bedeutung. Dreigeschossig, Mittelrisalit, barockisierendes Dekor, zeittypisches Steildach, originale Dachgaupen an allen Seiten, sämtliche Fenster modernisiert, Überdachung und Eingangsbereich noch original (1920er Jahre). | 09234792 |
| Direkt Bild zu diesem Denkmal hochladen | Wohnhaus in offener Bebauung | Carl-Wilhelm-Koch-Straße 10 (Karte)                                                             | Um 1930                                                                                        | Repräsentativer Klinkerbau mit seltener architektonischer Gestaltung, ehemals Teil der Halbmond-Teppichfabrik Koch & te Kock, ortshistorisch und baugeschichtlich von Bedeutung. Dreigeschossig, achtachsig, Mittelrisalit, Hauseingang im Mittelrisalit, dieser im Erdgeschoss als offene Arkaden ausgebildet, Fensteröffnungen durch Klinkerzahnschnittfries betont, Kastenfenster zweiflügelig mit Oberlicht und Sprossenteilung, Walmdach, die Gauben mit Satteldächern, Sockel Theumaer Schiefer. | 09232911 |
| Direkt Bild zu diesem Denkmal hochladen | Wohnhaus in geschlossener Bebauung | Dr.-Friedrichs-Straße 2 (Karte)                                                                 | 2. Hälfte 19. Jahrhundert                                                                      | Gut proportionierter Putzbau in romanisierenden, jedoch relativ moderaten Stilformen, künstlerischer, baugeschichtlicher und städtebaulicher Wert. Zweigeschossig, vierachsig, Rundbogenfenster, mittig in Archivolte eingefasste Zwillingsfenster, Dachgaupen und Lünettenfenster original. | 09234666 |
|                                         | Wohnhaus in geschlossener Bebauung | Dr.-Friedrichs-Straße 27 (Karte)                                                                | Um 1860                                                                                        | Mit Laden, schlichter, horizontal gegliederter, klassizistisch wirkender Putzbau mit künstlerisch bemerkenswertem Relief über vorspringender Portalwand (zwei Löwen, eine Vase flankierend), baugeschichtlich von Bedeutung. Zweigeschossig, fünf Achsen. | 09234669 |
|                                         | Sparkassengebäude in halboffener Bebauung und in Ecklage, mit Einfriedung und Pergola | Dr.-Friedrichs-Straße 37 (Karte)                                                                | Um 1935                                                                                        | Schlichter Putzbau mit einer in die Einfriedung integrierten Terrasse und Pergola, Gebäude im traditionalistischen Stil der 1930er Jahre, städtebauliche und ortsgeschichtliche Bedeutung. Zwei- bzw. dreigeschossig, Anlage aus zwei Bauteilen (Haupt- und Nebengebäude), Bruchsteinsockel. | 09234758 |
|                                         | Verwaltungsgebäude in offener Bebauung | Dr.-Friedrichs-Straße 40 (Karte)                                                                | Nach 1860                                                                                      | Zeitweilig Vermessungsamt, heute Firmensitz, spätklassizistisch wirkender Putzbau mit Mittelrisalit von städtebaulichem und ortshistorischem Wert. Dreigeschossig, drei × fünf Achsen, Rundbogen- bzw. Kastenfenster mit profilierten Einfassungen, originale Eingangstür. | 09234668 |
|                                         | Verwaltungsgebäude in offener Bebauung und in Ecklage | Dr.-Friedrichs-Straße 42 (Karte)                                                                | Um 1910                                                                                        | Zeittypischer Putzbau mit barockisierenden Elementen, städtebauliche und baugeschichtliche Bedeutung. Eckrisalite mit Schweifgiebeln, originale Fenster, zum Teil mit farbiger Verglasung. | 09234667 |
| Direkt Bild zu diesem Denkmal hochladen | Wohnhaus in geschlossener Bebauung | Dr.-Külz-Straße 1 (Karte)                                                                       | Um 1860                                                                                        | Spätklassizistischer Putzbau mit rundbogigem Eingang, von städtebaulichem und baugeschichtlichem Wert. Dreigeschossig, originale Flügeltür mit Vergitterung, Fassade vereinfacht, im Erdgeschoss ursprünglich Laden (Umrahmung von Eingang und Schaufenster erkennbar). | 09234610 |
|                                         | Ehemalige Textilfabrik der Vogtländischen Gardinenmanufaktur (heute Wohnhaus) in geschlossener Bebauung und in Ecklage | Egerstraße 5 (Karte)                                                                            | Nach 1859                                                                                      | Gut proportionierter Putzbau von städtebaulichem sowie regionalgeschichtlichem Wert. Zweigeschossig, Putz zum Teil abgeschlagen (bes. Fenstergewände im ersten Obergeschoss), Hauseingang und Hofeinfahrt mit originalen Holztüren. | 09234604 |
|                                         | Katharinenkirche (ehemalige Hospitalkirche) | Egerstraße 9 (Karte)                                                                            | Ende 15. Jahrhundert (Chor der Kirche); 1612–1616 (Kirche)                                     | Flachgedeckte gotische Saalkirche mit Holzemporen sowie eingezogener, rippengewölbter Chor mit 5/8-Schluss, Dachreiter mit Welscher Haube, von stadtbildprägender und baugeschichtlicher Bedeutung, als ehemalige Spitalkirche von ortsgeschichtlichem Wert. Ausstattung (17./18. Jahrhundert) zum Teil ausgelagert, Restaurierung im Gange, neue Nutzung vorgesehen, ehemaliger Kirchhof heute begrünt (kein Denkmal), Reste der Friedhofsmauer (1538) um 1980 beseitigt. | 09234657 |
|                                         | Doppelmietshaus in offener Bebauung | Egerstraße 14, 16 (Karte)                                                                       | Kurz vor 1900                                                                                  | Nummer 16 mit Laden, aufwändiger Bau in zeitüblichen historistischen Formen von stadtbildprägender Bedeutung, künstlerisch beachtliche Fassade. Dreigeschossiges Doppelhaus von je zehn Achsen, die beiden äußeren bilden jeweils einen Risalit, Mansarddach, Mischbauweise aus rotem Klinker und gliedernden Teilen in Kunstwerkstein (Fassaden, Erdgeschoss bossiert), erstes und zweites Obergeschoss durch Pilaster architektonisch zusammengefasst, bei Nummer 14 originale Tür, Fenster, Dachgaupen, Ladenzone etc., bei Nummer 16 Tür vereinfachend erneuert. | 09234603 |
| Direkt Bild zu diesem Denkmal hochladen | Wohnhaus in halboffener Bebauung | Egerstraße 26 (Karte)                                                                           | Im Kern 2. Hälfte 19. Jahrhundert                                                              | Putzbau mit expressionistischen Elementen, im Kern älteres Gebäude, von baugeschichtlichem und stadtbildprägendem Wert. Zweigeschossig, im ersten Obergeschoss typische Gliederung der 1920er Jahre, z. B. das kräftige umlaufende Traufgesims in Anklang an expressionistische Architektur. | 09234606 |
| Direkt Bild zu diesem Denkmal hochladen | Wohnhaus in offener Bebauung | Egerstraße 30 (Karte)                                                                           | Im Kern frühes 19. Jahrhundert                                                                 | Villenartiger Umbau und Erweiterung eines älteren Hauses, historisierender Putzbau mit Krüppelwalmdach, straßenseitig markanter Dacherker von originaler, geschweifter Haube bekrönt, stadtbildprägender und baugeschichtlicher Wert. Zweigeschossig, Dach des Treppenturms reduziert (ursprünglich mit Dachreiter), ansonsten originale Dachlandschaft (Dachgaupen, geschweifte Haube). | 09234607 |
| Direkt Bild zu diesem Denkmal hochladen | Villa mit Villengarten | Egerstraße 31 (Karte)                                                                           | Bezeichnet mit 1896                                                                            | Repräsentativer historisierender Klinkerbau mit seitlichem Turm, städtebaulicher, ortsgeschichtlicher und baugeschichtlicher Wert. Quadratischer, mit Pyramide und Wetterfahne bekrönter Turm, horizontale Putzstreifen, verschieden reliefierte Fenstereinfassungen, Fenster im alten Sinne erneuert, Wetterfahne bezeichnet mit 1896. | 09234609 |
| Direkt Bild zu diesem Denkmal hochladen | Gasthaus Zur Weißen Elster in offener Bebauung | Egerstraße 86 (Karte)                                                                           | Um 1900                                                                                        | Ortshistorische Relevanz. Zweigeschossig mit hohem Kellersockel, Klinkerfassade mit Putzgliederung (Gesimsbänder, Brüstungsfelder, Fensterverdachungen und -faschen), originale Fenster straßenseitig Zwerchhaus, Satteldach (Pappe), profilierte Traufe, originale Eingangstür mit Oberlicht. | 09247617 |
| Direkt Bild zu diesem Denkmal hochladen | Mietshaus in halboffener Bebauung und in Ecklage | Elsterstraße 2 (Karte)                                                                          | Um 1900                                                                                        | Zeittypischer, repräsentativer historisierender Klinkerbau mit Laden, von stadtbildprägender und baugeschichtlicher Bedeutung, einheitlich gestaltete Baugruppe mit Bahnhofstraße 27, 29, 31 und 33. Dreigeschossig, ausgebautes (viertes) Dachgeschoss, Steildach, Erdgeschoss genutet, unter dem Gesims klassizierender Mäanderfries, im zweiten Obergeschoss (Eckbereich und Seite zur Bahnhofstraße) bemerkenswerte Hermen, die Fassade ein markantes Beispiel des Späthistorismus. | 09234715 |
| Direkt Bild zu diesem Denkmal hochladen | Wohnhaus in offener Bebauung | Elsterstraße 12 (Karte)                                                                         | Wohl um 1800                                                                                   | Schlichtes, landschaftstypisches Häuslerhaus, sozialgeschichtlich von Bedeutung. Fenster und Haustür im Originalzustand, Dach erneuert. | 09234775 |
| Direkt Bild zu diesem Denkmal hochladen | Mietshaus in halboffener Bebauung | Falkensteiner Straße 27 (Karte)                                                                 | Um 1910                                                                                        | Putzbau mit repräsentativem Eingang, von stadtbildprägendem Wert, guter Originalzustand, Reformstil-Architektur, baugeschichtlich von Bedeutung. Dreigeschossig, vier Achsen, sparsame Gliederung durch Pilaster, Sockelzone verklinkert, Haustür, Pendeltür im Flur und Fenster noch original. | 09234675 |
| Direkt Bild zu diesem Denkmal hochladen | Wohnhaus in offener Bebauung | Falkensteiner Straße 28 (Karte)                                                                 | Um 1900                                                                                        | Zeittypischer gelber Klinkerbau mit Werksteinelemeneten, von städtebaulichem und baugeschichtlichem Wert. Zweigeschossig, fünfachsig, historisierendes Dekor, qualitätvolle Tür inklusive Verglasung in Jugendstilmanier. | 09234674 |
| Direkt Bild zu diesem Denkmal hochladen | Wohnhaus in offener Bebauung und in Ecklage | Falkensteiner Straße 54 (Karte)                                                                 | Im Kern 18. Jahrhundert                                                                        | Alte Ortslage Voigtsberg, landschaftstypischer schlichter Putzbau mit Mansarddach, straßenbildprägende und baugeschichtliche Bedeutung. Zweigeschossig, traufständig, weitgehend im Originalzustand. | 09234745 |
|                                         | Gasthof in halboffener Bebauung und in Ecklage | Feldstraße 9 (Karte)                                                                            | Um 1860                                                                                        | Putzbau mit zeittypischen klassizierenden und gotisierenden Details, baugeschichtlicher sowie stadtbildprägender Wert. Zweigeschossig, pilasterartige Gliederung, Eingang mit originaler Einfassung, Fassade neu verputzt, Fenster in alter Manier erneuert. | 09234654 |
|                                         | Brunnen in Ecklage | Feldstraße 9 (hinter) (Karte)                                                                   | Um 1910                                                                                        | Von künstlerisch-wissenschaftlichem Wert | 09234653 |
| Direkt Bild zu diesem Denkmal hochladen | Fabrikantenvilla mit Villengarten und Einfriedung (Haus Turmfried) | Forststraße 1 (Karte)                                                                           | Bezeichnet mit 1929, im Kern älter                                                             | Repräsentativer Putzbau mit Wohnturm, städtebauliche und ortsgeschichtliche, wegen des nahezu vollständigen Interieurs von wissenschaftlicher Bedeutung. Mit Bruchsteinsockel in Anklang an den englischen Landhausbau, Turm mit klassizisierenden Details (z. B. Fenster, Balkonbrüstungen), bis Mitte der 1960er Jahre mit Sternwarte, unregelmäßiger Grundriss, asymmetrische Gruppierung der einzelnen Bauteile, Vorhalle mit Altan. Qualitätvolles originales Interieur: Stuckdecken, Kamine, Treppenhaus mit Holzgeländer, Wandschränke, Heizungsverkleidung (Holz), Türen, zum Teil auch die Fenster, im Hauptwohnraum Monogramme „Leo(nhard)“ und „Grace“. Bezeichnet mit 1929 (grundlegender Umbau der Villa). | 09234820 |
| Direkt Bild zu diesem Denkmal hochladen | Wohnhaus in offener Bebauung | Forststraße 9 (Karte)                                                                           | 1919                                                                                           | Architektonisch aufwändig gestaltetes Holzfertigteilhaus, baugeschichtlich von Bedeutung. Eingeschossig mit Drempel, Holzfertigteilhaus mit weit vorkragenden Dächern, Rechteckfenster mit gesprossten Oberlichtern und Fensterläden, überdachter Eingangsbereich, im Obergeschoss Balkon. | 09300435 |
| Direkt Bild zu diesem Denkmal hochladen | Wohnhaus einer Wohnhauszeile (mit Heimstättenstraße 1/3) in offener Bebauung | Forststraße 36 (Karte)                                                                          | Um 1925/1930                                                                                   | Zeittypisch schlichter Putzbau mit Walmdach, stadtbildprägender und geschichtlicher Wert (Bauherr Stadt Oelsnitz), siehe auch Heimstättenstraße 1/3, Eingang auf der Rückseite | 09234546 |
| Direkt Bild zu diesem Denkmal hochladen | Mietshaus in geschlossener Bebauung | Friedrich-Engels-Straße 13 (Karte)                                                              | Um 1905                                                                                        | Bemerkenswertes Dekor in Anklang an den Jugendstil, originaler Putzbefund, baugeschichtlich von Bedeutung. Ockerfarbiger Putz in unterschiedlichen Putzstrukturen (Rau- bzw. Glattputz, Nutung etc.). | 09234597 |
| Direkt Bild zu diesem Denkmal hochladen | Wohnstallhaus, winkelförmiges Seitengebäude und Scheune eines Vierseithofes | Fuchspöhler Weg 8 (Karte)                                                                       | 19. Jahrhundert                                                                                | Alte Ortslage Lauterbach, landschaftstypischer und ortsbildprägender Bauernhof, baugeschichtlich von Bedeutung. - Wohnhaus: zweigeschossig mit ehemaligem Stallteil, dieser ursprünglich eingeschossig, modern aufgestockt und zu Wohnzwecken erweitert - Holzscheune im Originalzustand - Stallgebäude: winkelhakenförmig, im Erdgeschoss zum Teil massiv, ansonsten Holzverschlag, weitgehend noch im Originalzustand, zugehörige Pumpe (vermutlich spätes 19. Jahrhundert) | 09234819 |
|                                         | Mietshaus in geschlossener Bebauung und in Ecklage | Gartenhäuser 10 (Karte)                                                                         | Um 1900                                                                                        | Historisierende Klinkerfassade, städtebaulicher Wert. Gelber Klinkerbau mit sparsamer Gliederung in Werkstein. | 09234659 |
| Direkt Bild zu diesem Denkmal hochladen | Doppelmietshaus (mit Schulstraße 1) in offener Bebauung und in Ecklage sowie Einfriedung | Gartenhäuser 12 (Karte)                                                                         | Um 1900                                                                                        | Mit Laden, zeittypischer historisierender Bau von baugeschichtlicher und stadtbildprägender Bedeutung. Gelber Klinker mit rahmender Gliederung sowie Dekor in Werkstein, stark vorkragendes Traufgesims, Krüppelwalm- bzw. Mansarddach, Dachgaupen, zum Teil Fenster, Einfriedung im Originalzustand, vergleiche Schulstraße 1. | 09234656 |
| Direkt Bild zu diesem Denkmal hochladen | Wohnhaus in offener Bebauung | Gartenstraße 7 (Karte)                                                                          | Um 1900                                                                                        | Zeittypischer Klinkerbau mit Werksteinelementen, Mittelrisalit mit markantem Giebel, städtebaulicher und wissenschaftlicher Wert. Zweigeschossig, Dreiecksgiebel mit Obelisk, Dachgaupen und Haustür im Originalzustand. | 09234676 |
| Direkt Bild zu diesem Denkmal hochladen | Mietshaus in halboffener Bebauung | Gerberstraße 1 (Karte)                                                                          | Um 1910                                                                                        | Mit Laden, Eckerker, Reformstil-Architektur, baugeschichtlicher und städtebaulicher Wert. Stilistisch wie Heppeplatz 11, originale Haustür. | 09234717 |
|                                         | Wohnhaus in geschlossener Bebauung und in Ecklage | Gerichtsstraße 2 (Karte)                                                                        | 2. Hälfte 19. Jahrhundert                                                                      | Mit Läden (unter anderem mit der Rats-Apotheke), zeittypischer Putzbau von städtebaulicher Bedeutung, am Markt gelegen. Dreigeschossig mit Mezzaningeschoss, 9 × 4 Achsen, Erdgeschoss große Ladenfront, Lisenengliederung im ersten und zweiten Obergeschoss, in Obergeschossen Rechteckfenster, Mezzaningeschoss mit Rechteckfensteröffnungen, schlichter Bau ohne gestalterische Besonderheiten, wichtig für Platzbild. | 09238883 |
| Direkt Bild zu diesem Denkmal hochladen | Friedhof Oelsnitz (Sachgesamtheit) | Görnitzer Weg 8 (Karte)                                                                         | Nach 1880 (Friedhof); 1891 (Kapelle)                                                           | Sachgesamtheit Friedhof Oelsnitz, mit den Einzeldenkmalen: Kapelle und zwei Nebengebäude (Wohnung des Friedhofsverwalters und kommunale Leichenhalle) sowie diverse Grabstätten, sowjetisches Ehrenmal und Kriegerdenkmal für die Gefallenen des Ersten Weltkrieges (siehe Einzeldenkmal 09234831) weiterhin gärtnerisch gestaltete Friedhofsanlage und mit den Sachgesamtheitsteilen: Friedhofsmauer und -tor; Kapelle neogotischer Klinkerbau mit bemerkenswerter Ausstattung, stadtgeschichtliche und wissenschaftliche Bedeutung. | 09304753 |
| Direkt Bild zu diesem Denkmal hochladen | Kapelle und zwei Nebengebäude (Wohnung des Friedhofsverwalters und kommunale Leichenhalle) sowie diverse Grabstätten, sowjetisches Ehrenmal und Kriegerdenkmal für die Gefallenen des Ersten Weltkrieges (Einzeldenkmale zu ID-Nr. 09304753) | Görnitzer Weg 8 (Karte)                                                                         | 1891 (Friedhofskapelle); nach 1918 (Kriegerdenkmal); nach 1945 (Sowjetisches Ehrenmal)         | Einzeldenkmale der Sachgesamtheit Friedhof Oelsnitz; Kapelle neogotischer Klinkerbau mit bemerkenswerter Ausstattung, stadtgeschichtliche und wissenschaftliche Bedeutung. - Nebengebäude: roter und gelber Klinker - Kapelle: neogotischer Klinkerbau mit bemerkenswert vollständiger originaler, zum Teil qualitätvoller Ausstattung (Altar mit Retabel und zwei dreiarmige Leuchter, Gestühl, Orgelempore und Orgelprospekt, Verglasung u. a.), Kapelle noch vor 1989 renoviert, Eingangsgebäude nach 1990 - auf dem Friedhof zahlreiche, zum Teil künstlerisch qualitätvolle Grabstätten namhafter Oelsnitzer Familien bzw. Persönlichkeiten (meist um 1900 und erstes Drittel 20. Jahrhundert), hervorzuheben u. a.: Bürgermeister Dr. Oskar Schanz, Familie C(arl) W(ilhelm) Koch, Leonhard Wilhelm und Grace Koch, geb. Palfree, Joseph Wielatt mit Einfriedung, Miederwarenfabrikant Oskar Moritz Hendel, Familie Dietrich (Rittergut Untermarxgrün), Grabmal Max Otto Krake (gestorben 1925) mit trauernder hockender Frau, Viehhändler Hans Hertel, Julius Geigenmüller (gestorben 1918) mit trauernder weiblicher Sitzfigur, Familiengruft Carl Gustav Patz (1832–1893, Grabmal um 1910), Familiengrabmal des Brauereibesitzers Julius Eduard Wetzstein (gestorben 1905) in Assoziation an ein Bierfass, Familie Hermann Adler mit einer eine Öllampe tragenden jungen Frau - Kriegerdenkmal (Hochkreuz) „1914 1919“ - Gräber für gefallene Soldaten des Zweiten Weltkrieges | 09234831 |
| Direkt Bild zu diesem Denkmal hochladen | Reste der Stadtmauer | Grabenstraße (Karte)                                                                            | 14. Jahrhundert und später                                                                     | Stadtgeschichtliche und städtebauliche Bedeutung, in Nachbarschaft zur Jacobikirche | 09234796 |
| Weitere Bilder                          | Kursächsische Distanzsäule Oelsnitz | Grabenstraße (Karte)                                                                            | 1724                                                                                           | Nachbildung (2018) einer Kursächsischen Distanzsäule von 1724 in Oelsnitz, verkehrsgeschichtlich von Bedeutung. | 09307191 |
| Direkt Bild zu diesem Denkmal hochladen | Mietshaus in halboffener Bebauung | Grabenstraße 18 (Karte)                                                                         | Um 1900                                                                                        | Gründerzeittypisches Dekor, baugeschichtlicher und städtebaulicher Wert. Dreigeschossiger Putzbau von vier Achsen, Erdgeschoss genutet, Dacherker über den beiden Mittelachsen, ehemalige Ladentür vermauert, ursprüngliche Schaufenster- und Türeinfassung. | 09234612 |
|                                         | Mietshaus in geschlossener Bebauung | Grabenstraße 24 (Karte)                                                                         | Um 1900                                                                                        | Roter Klinkerbau in zeittypischen, historisierenden Formen von stadtbildprägendem Wert, gegenüber der Einmündung der Pfortenstraße, baugeschichtlich von Bedeutung. Dreigeschossig, Fenster sowie Dachgeschoss modernisiert, bauliche Einheit mit Lutherstraße 2. | 09234611 |
|                                         | Wohnhaus (heute Stadtbibliothek) in offener Bebauung und in Ecklage, mit Anbau | Grabenstraße 31 (Karte)                                                                         | Im Kern 16./17. Jahrhundert                                                                    | Obergeschoss Fachwerk, von maßgebender stadtbildprägender Bedeutung als eines der wenigen Häuser aus der Zeit vor dem Stadtbrand, alter Gerberhof, von stadtgeschichtlichem und baugeschichtlichem Wert. Zweigeschossiger Fachwerkbau mit verputztem Erdgeschoss und Krüppelwalmdach, schlichter Anbau, bezeichnet mit „17 GD 55“. | 09234614 |
| Direkt Bild zu diesem Denkmal hochladen | Wohnhaus in offener Bebauung | Grabenstraße 38 (Karte)                                                                         | 19. Jahrhundert                                                                                | Einfach gegliederter Putzbau, mit Laden, von stadtbildprägender und ortsentwicklungsgeschichtlicher Bedeutung. Zweigeschossig, fünf × zwei Achsen, originale Fensterzone im ersten Obergeschoss, originale Türen. Hofgebäude: zweigeschossiger roter Klinkerbau. | 09234613 |
| Direkt Bild zu diesem Denkmal hochladen | Wohnhauszeile (mit Forststraße 36) in offener Bebauung | Heimstättenstraße 1, 3 (Karte)                                                                  | Um 1925/1930                                                                                   | Zeittypisch schlichter Putzbau mit Walmdach, Nummer 1 mit repräsentativem Mittelteil und markantem Frontgiebel, stadtbildprägender und geschichtlicher Wert (Bauherr Stadt Oelsnitz), siehe auch Forststraße 36. Zweigeschossig, Eingang Nummer 3 auf der Rückseite. | 09234519 |
| Direkt Bild zu diesem Denkmal hochladen | Hinterhaus (Vorderhaus abgebrochen) | Heppeplatz 6 (Karte)                                                                            | Vor 1859                                                                                       | Nutzbau der ehemaligen Bäckerei Georg Paul Pastor (um 1900), Mehlkammer erhalten, ortsgeschichtlich von Bedeutung | 09234729 |
| Direkt Bild zu diesem Denkmal hochladen | Wohnhaus in ehemals geschlossener Bebauung | Heppeplatz 8 (Karte)                                                                            | Möglicherweise im Kern um 1700                                                                 | Schlichter zweigeschossiger Putzbau von städtebaulichem und ortsentwicklungsgeschichtlichem Wert. Siehe auch unter Nummer 6, Fassade modernisiert, ehemals Klempner/Klempnerwaren Enders verw. (um 1900). | 09234728 |
| Direkt Bild zu diesem Denkmal hochladen | Wohnhaus in geschlossener Bebauung | Heppeplatz 10 (Karte)                                                                           | Vermutlich 17. Jahrhundert                                                                     | Schlichter, traufständiger Putzbau mit steilem Satteldach von städtebaulicher Bedeutung, als wohl ältestes Haus des Platzes auch von ortsentwicklungsgeschichtlicher Bedeutung. Zweigeschossig, weitgehend noch im Originalzustand, ehemals Restauration „Zum Tunnel“ Moritz Biedermann (um 1900), Bierausschank erhalten. | 09234727 |
| Direkt Bild zu diesem Denkmal hochladen | Mietshaus in geschlossener Bebauung | Heppeplatz 11 (Karte)                                                                           | Bezeichnet mit 1913                                                                            | Mit Laden („Elster-Apotheke“), repräsentativer, gut proportionierter Putzbau in zeittypischen Formen der Reformstil-Architektur, von städtebaulicher und baugeschichtlicher Bedeutung. Dreigeschossig, sechs Achsen, die vier mittleren durch Pilaster architektonisch zusammengefasst, geschweifter Frontgiebel, stilistisch wie Gerberstraße 1, bis auf die Ladentüren komplett im Originalzustand, ehemals Schneiderei Paul Heyne laut „Hand- und Adressbuch der Stadt Oelsnitz mit den Orten Voigtsberg, Raschau und Lauterbach“ (4. Auflage 1899/1900), Haustür bezeichnet mit 1913. | 09234730 |
|                                         | Zwei Mietshäuser in geschlossener Bebauung (bauliche Einheit mit Querstraße 2 und Schleizer Straße 1) | Heppeplatz 16, 18 (Karte)                                                                       | Um 1900                                                                                        | Mit Läden, zeittypische historisierende Ziegelbauten, sparsam gegliedert, baugeschichtlich und städtebaulich von Bedeutung. Dreigeschossige rote Klinkerbauten mit romanisierenden und Renaissance-Elementen, diagonale Eckgestaltungen mit turmartigen Erkern über den Ladeneingängen und bekrönenden geschweiften Hauben, mittig Risalite mit gekehlten Steildächern, Ladenzonen und Haustüren noch original, siehe auch Schleizer Straße 1 und Querstraße 2, ehemals in Nummer 16 Conditorei Adolf Luft (Backofen erhalten) und in Nummer 18 Sattler/Tapezierer Hermann Künzel (um 1900). | 09234731 |
| Direkt Bild zu diesem Denkmal hochladen | Wohnhaus in offener Bebauung | Hofer Straße 1 (Karte)                                                                          | Um 1910/1920                                                                                   | Schlichter Putzbau von ortshistorischer und städtebaulicher Bedeutung, in gutem Originalzustand. Zweigeschossig, vier Achsen, ausgebautes hohes Mansarddach, aufgeputzte bossierte Ecklisenen (zum Teil beschädigt), profilierte Portaleinfassung. | 09234650 |
| Direkt Bild zu diesem Denkmal hochladen | Mietvilla mit Garten | Hofer Straße 2 (Karte)                                                                          | Um 1900                                                                                        | Zeittypisches historisierendes Gebäude in gutem Originalzustand, in Hanglage, von städtebaulicher und baugeschichtlicher Bedeutung. Roter Klinkerbau mit reichen Neorenaissance- und Neobarockformen, Auslucht, Schwebegiebel, Dachgaupen, Portaltür inklusive Vergitterung, Fenster u. a. im Originalzustand, originale Verglasung im Eingangsbereich. | 09234649 |
| Direkt Bild zu diesem Denkmal hochladen | Ehemalige Fabrikantenvilla, mit Einfriedung und Garten | Hofer Straße 4 (Karte)                                                                          | Bezeichnet mit 1902                                                                            | Asymmetrische, malerisch gelegene Anlage mit Turm von stadtbildprägender und baugeschichtlicher Bedeutung. Rötlicher Klinker mit Putzelementen, Fenstereinfassungen in zeittypischen historisierenden Formen, Eckturm mit Pyramide und Wetterfahne, Krüppelwalmdach und Schwebegiebel an zwei Seiten, originales Einfriedungsgitter. | 09234647 |
| Direkt Bild zu diesem Denkmal hochladen | Mietvilla mit Garten | Hofer Straße 6 (Karte)                                                                          | Bezeichnet mit 1895                                                                            | Historisierender Putzbau mit Giebel, im Stil der Neorenaissance, von stadtbildprägendem Wert, guter Originalzustand, baugeschichtlich und ortsgeschichtlich von Bedeutung. Zweigeschossig, Sockelgeschoss in Bruchstein. Originales Treppenhaus mit qualitätvoller originaler Ausstattung: schmiedeeisernes Geländer, Fußboden, Türen mit barockisierendem Dekor, Farbverglasung. Haustür bezeichnet mit 1895. | 09234648 |
| Direkt Bild zu diesem Denkmal hochladen | Neubauernhaus (mit Anbau) und Scheune | Hofer Straße 42 (Karte)                                                                         | 1935                                                                                           | Alte Ortslage Lauterbach, Wohnstallhaus eingeschossiger Putzbau, Scheune verbrettert, erbaut auf dem Gelände des Rittergutes Lauterbach unteren Teils, baugeschichtliche und sozialgeschichtliche Bedeutung. - Wohnstallhaus: eingeschossiger Wohnteil, verputzt - Stallteil rötlicher Klinker mit holzverkleidetem Drempel, rechtwinklig dazu Anbau eines Holzschuppens, Holzscheune | 09234817 |
| Direkt Bild zu diesem Denkmal hochladen | Wohnhaus in offener Bebauung | Hofer Straße 64 (Karte)                                                                         | Um 1900                                                                                        | Alte Ortslage Lauterbach, zeittypischer, gut proportionierter Putzbau mit maßvoll historisierenden dekorativen Details, ortsbildprägender und lokalgeschichtlicher Wert. Zweigeschossig, traufständig, Dachgaupen sowie Fenster im Erdgeschoss und in den Giebeln noch im Originalzustand (Fenster im Obergeschoss modernisiert), originales hölzernes Eingangsvorhaus, originale Haustür, schmiedeeisernes Treppengeländer. | 09234813 |
| Direkt Bild zu diesem Denkmal hochladen | Lauterbacher Schulgebäude, jetzt Wohnheim für Behinderte | Hofer Straße 66 (Karte)                                                                         | Um 1900                                                                                        | Alte Ortslage Lauterbach, zeittypischer Putzbau, von ortsbildprägendem und lokalgeschichtlichem Wert. Zweigeschossig mit Walmdach, Straßenseite neunachsig, Mittelrisalit mit Giebel flankiert von Zwerchhäusern, Haustür original. | 09234812 |
| Direkt Bild zu diesem Denkmal hochladen | Seitengebäude über winkelförmigem Grundriss eines Bauernhofes | Hofer Straße 84 (Karte)                                                                         | 18. Jahrhundert/19. Jahrhundert                                                                | Alte Ortslage Lauterbach, in landschaftstypischer Bauweise, von baugeschichtlichem und ortsbildprägendem Wert. Stallgebäude in Winkelhakenform, der ältere, niedrigere Flügel mit Krüppelwalmdach von malerischem Aussehen sowie im Originalzustand. | 09234815 |
| Direkt Bild zu diesem Denkmal hochladen | Gasthof Richter in offener Bebauung und Nebengebäude | Hofer Straße 153 (Karte)                                                                        | 19. Jahrhundert                                                                                | Alte Ortslage Lauterbach, schlichter Putzbau mit Steildach und straßenseitigem markanten Zwerchgiebel, zweigeschossig, eingeschossiges Nebengebäude, von ortsbildprägendem und ortsgeschichtlichem Wert | 09234808 |
| Direkt Bild zu diesem Denkmal hochladen | Mietshaus in geschlossener Bebauung | Karl-Liebknecht-Straße 35 (Karte)                                                               | Um 1910                                                                                        | Repräsentativer Putzbau mit Mittelerker, Reformstil-Architektur, von baugeschichtlichem Wert, Gestaltung wie Nummer 33 | 09234768 |
| Direkt Bild zu diesem Denkmal hochladen | Wohnanlage Karl-Liebknecht-Straße (Sachgesamtheit) | Karl-Liebknecht-Straße 50, 52, 52a, 52b, 54, 56, 58 (Karte)                                     | Um 1925                                                                                        | Sachgesamtheit Wohnanlage Karl-Liebknecht-Straße, bestehend aus zwei Wohnblöcken (Nr. 52/54/56/58 und Nr. 52a/52b) und einem Wohnhaus in halboffener Bebauung (Nr. 50), alles Sachgesamtheitsteile, keine Einzeldenkmale; zeittypische Putzbauten mit Klinkerelementen von baugeschichtlichem Wert. Viergeschossig, weitgehend noch im Originalzustand. Nummer 52 im Erdgeschoss durch Modernisierung einiger Fenster beeinträchtigt. Nummer 50: das oberste Geschoss hinter Gesims mit pultdachartiger Schieferleiste geringfügig zurückspringend, an der Straße markanter, turmartiger Vorsprung mit für die 1920er Jahre charakteristischem (fünftem) Speichergeschoss und Flachdach. | 09234825 |
| Direkt Bild zu diesem Denkmal hochladen | Mietshaus in geschlossener Bebauung | Karl-Liebknecht-Straße 51 (Karte)                                                               | Um 1905                                                                                        | Zeittypischer Putzbau mit historisierenden Details von baugeschichtlichem und straßenbildprägendem Wert. Dreigeschossig, im Erdgeschoss Klinkergliederung, Mansarddach. | 09234763 |
| Direkt Bild zu diesem Denkmal hochladen | Mietshaus in geschlossener Bebauung | Karl-Liebknecht-Straße 53 (Karte)                                                               | Um 1905                                                                                        | Zeittypischer Putzbau mit historisierenden Details von baugeschichtlichem und straßenbildprägendem Wert. Dreigeschossig, Mansardsteildach, mittig Erker im zweiten dritten Geschoss, im vierten und im Dach-Geschoss übergiebelt, originale Haustür mit Schwebegiebeldach. | 09234764 |
| Direkt Bild zu diesem Denkmal hochladen | Mietshaus in geschlossener Bebauung | Karl-Liebknecht-Straße 55 (Karte)                                                               | Um 1905                                                                                        | Zeittypischer Putzbau mit markanter Bauplastik, baugeschichtlicher und straßenbildprägender Wert. Dreigeschossig, Mittelerker mit dekorativem Giebel, Mansardsteildach. | 09234765 |
| Direkt Bild zu diesem Denkmal hochladen | Mietshaus in geschlossener Bebauung | Karl-Liebknecht-Straße 57 (Karte)                                                               | Um 1905                                                                                        | Schlichter Putzbau mit jugendstilartiger Dekoration, von städtebaulichem und baugeschichtlichem Wert | 09234766 |
|                                         | Denkmal | Karl-Marx-Platz (Karte)                                                                         | Bezeichnet mit 1913                                                                            | Gedenkstein zur Erinnerung an die Befreiungskriege 1813–1815, mit denen die französische Herrschaft Napoleons über große Teile Europas beendet wurde, errichtet zum hundertjährigen Jubiläum 1913, ortsgeschichtlich von Bedeutung | 09234664 |
|                                         | Ehemaliges Postgebäude (jetzt Grundschule „Am Karl-Marx-Platz“) in offener Bebauung | Karl-Marx-Platz 1 (Karte)                                                                       | Um 1880                                                                                        | Gut proportionierter Putz-Klinker-Bau mit Eckrisaliten sowie Flachdach, städtebaulicher, baugeschichtlicher und stadtgeschichtlicher Wert. Zweigeschossig, rustiziertes Sockelgeschoss, Attikageschoss mit bemerkenswertem Dekor, originale Eingangstüren. | 09234662 |
|                                         | Ehemaliges Gerichtsgebäude des Amtsgerichtes mit seitlicher Einfriedung | Karl-Marx-Platz 8 (Karte)                                                                       | 2. Hälfte 19. Jahrhundert                                                                      | In schlichten, spätklassizistischen Baustrukturen und Formen, auf abfallendem Terrain gelegen, städtebauliche Bedeutung (östlicher Abschluss des Platzes), als ehemaliges Gerichtsgebäude von regionalhistorischem und zeitgeschichtlichem Wert. Dreigeschossiger Putzbau mit später vereinfachend überformter Fassade, Fenster nur zum Teil original, ursprüngliche Portaltür. | 09234663 |
| Weitere Bilder                          | Schulgebäude (ehemals Neue Zentralschule Oelsnitz) | Karl-Marx-Platz 12 (Karte)                                                                      | Bezeichnet mit 1887                                                                            | Repräsentative, zeittypische Anlage von stadtbildprägender, stadtgeschichtlicher und baugeschichtlicher Bedeutung. Dreigeschossig, historisierende Formen (Neorenaissance), Fassaden durch Risalite, reiche plastische Details u. a. gegliedert bzw. aufgelockert, Bauplastik erhalten, Türen weitgehend im Originalzustand. | 09234661 |
| Weitere Bilder                          | Evangelische Stadtkirche St. Jakobi (mit Ausstattung), mit Heiste und Treppe an der Kirche | Kirchplatz 1 (Karte)                                                                            | Unterbau Türme wohl 13. Jahrhundert; Kirchenschiff und -chor nach 1519; Ausbau Türme 1866–1867 | Spätgotische Hallenkirche mit stadtbildbeherrschendem, neogotischen Turmpaar sowie kompletter originaler Ausstattung (19. Jahrhundert und älter), geschichtliche, künstlerische, ortsbildprägende und baugeschichtliche Bedeutung. Zweischiffig, von gedrungenen Proportionen und mit schlankem neugotischem Turmpaar auf außergewöhnlich unregelmäßigem Grundriss, umlaufende massive Emporen, im Ostteil und auf der Südseite zwischen eingezogenen Strebepfeilern schönes Sterngewölbe, Inschrift „H 1588 B“ über der Tür der Nordempore (Abschluss der Wölbung?), ältere Ausstattung 16. bis 1. Hälfte 19. Jahrhundert (u. a. Kruzifix von ca. 1515 aus der Katharinenkirche, altes Altarbild 1770, Grabdenkmäler, Skulpturen, Altargerät, Taufstein 1833 von Ernst Rietschel), die Ausstattung nach der Restaurierung 1888 in seltener Vollständigkeit erhalten (Altar, Kanzel, Gestühl, Emporenbrüstungen, Verglasung etc.), zwei Glocken: vor 1300 (?), 1866. | 09234683 |
|                                         | Zwei Steinkreuze auf Rasenfläche vor der Stadtkirche | Kirchplatz 1 (vor) (Karte)                                                                      | Spätmittelalterlich                                                                            | Schlichte Steinkreuze, ortsgeschichtlich von Bedeutung | 09234684 |
|                                         | Superintendentur in geschlossener Bebauung und in Ecklage | Kirchplatz 2 (Karte)                                                                            | Um 1860                                                                                        | Putzbau mit Walmdach sowie zeittypischer schlichter Gliederung, baugeschichtlicher und ortshistorischer Wert, stadtbildprägende Bedeutung. Zweigeschossig, Fenstereinfassungen im ersten Obergeschoss mit dezenter Gliederung (Drei- bzw. Vierpässe), vergleiche An der Stadtmauer 5 sowie Kirchplatz 3 und 4. | 09234685 |
| Direkt Bild zu diesem Denkmal hochladen | Doppelwohnhaus in geschlossener Bebauung, heute Diakonie | Kirchplatz 3, 4 (Karte)                                                                         | Um 1860                                                                                        | Zeittypische spätklassizistische Gestaltung, siehe auch Kirchplatz 2, ortsentwicklungsgeschichtlich von Bedeutung | 09234686 |
|                                         | Wohnhaus in offener Bebauung und in Ecklage | Lessingstraße 1 (Karte)                                                                         | Um 1900                                                                                        | Zeittypischer historisierender Klinkerbau von städtebaulicher und ortsgeschichtlicher Bedeutung. Zweigeschossig, Fenster erneuert, originale Haustür mit Verglasung, Fußboden und Türen im Flur im Originalzustand, ehemals wohl im Besitz der Textilfabrik Moritz Hendel & Söhne (Fabrikantenvilla?). | 09234596 |
| Direkt Bild zu diesem Denkmal hochladen | Wohnhaus in halboffener Bebauung und in Ecklage (bauliche Einheit mit Schmidtstraße 55) | Lessingstraße 3 (Karte)                                                                         | Bezeichnet mit 1886                                                                            | Zeittypisches historisierendes Haus mit markanter Eckgestaltung von städtebaulichem und baugeschichtlichem Wert. Rückseitige Einfahrt zum Hof mit ursprünglichem Gatter (schlechter Erhaltungszustand), Eingänge im Hof mit aufgeputzten barockisierenden Portaleinfassungen, originale Tür mit Vergitterung, bezeichnet mit „A. S. 1886“. | 09234595 |
| Direkt Bild zu diesem Denkmal hochladen | Arbeitsamt in offener Bebauung | Lessingstraße 10 (Karte)                                                                        | Um 1935                                                                                        | Putzbau mit Satteldach, von baugeschichtlichem und zeitgeschichtlichem Wert. Zweigeschossig, Satteldach, originale Buntglasfenster im Treppenhausbereich. | 09234594 |
|                                         | Mietshaus (ehemals mit Restaurant „Gaststätte Bauhütte“, jetzt Apotheke) in geschlossener Bebauung und in Ecklage | Lutherstraße 2 (Karte)                                                                          | Vor 1900                                                                                       | Repräsentatives Eckgebäude in zeittypischen historisierenden Formen (Neorenaissance), guter Originalzustand, stadtbildprägender und baugeschichtlicher Wert. Roter Klinkerbau mit Hausteingliederung, Eckerker mit turmartigem Aufbau, bauliche Einheit mit Grabenstraße 24. | 09234618 |
| Direkt Bild zu diesem Denkmal hochladen | Wohnhaus in geschlossener Bebauung | Lutherstraße 4 (Karte)                                                                          | Bezeichnet mit 1895                                                                            | Zeittypischer historisierender Klinkerbau mit Putzstreifen, mittig Eingangsbereich mit Dacherker, baugeschichtlicher Wert, zweigeschossig | 09234619 |
| Direkt Bild zu diesem Denkmal hochladen | Mietshaus in offener Bebauung und in Ecklage | Lutherstraße 9 (Karte)                                                                          | Bezeichnet mit 1900                                                                            | Mit Laden, repräsentatives Eckgebäude in zeittypischen historisierenden Formen mit städtebaulichem (Ecklösung mit Erker über diagonal angeordnetem Ladeneingang) und baugeschichtlichem (Originalzustand) Wert. Dreigeschossiger gelber Klinkerbau mit Gliederungen in rötlichem Haustein, qualitätvolles Baudekor, bezeichnet mit 1900 (Inschrift im Giebel). | 09234615 |
| Direkt Bild zu diesem Denkmal hochladen | Wohnhaus in offener Bebauung (heute Musikschule) mit Einfriedung | Lutherstraße 17 (Karte)                                                                         | Bezeichnet mit 1901                                                                            | Zeittypischer roter Klinkerbau mit repräsentativ gestalteten dreiseitigen Eckrisaliten von stadtbildprägender und ortsgeschichtlicher Bedeutung. Zweigeschossig, unregelmäßiger Grundriss, Schweifgiebel in Formen der Neorenaissance, Fenster zum Teil im Originalzustand, Seiteneingang mit Originaltür und Treppengeländer, originale Einfriedung, zum Teil erhalten. | 09234616 |
| Direkt Bild zu diesem Denkmal hochladen | Villa mit Einfriedung | Lutherstraße 19 (Karte)                                                                         | Um 1910                                                                                        | Zeittypischer Putzbau mit barockisierenden Elementen, von stadtbildprägender Bedeutung, Anklänge an den Reformstil, baugeschichtlich und ortsgeschichtlich von Bedeutung. Zweigeschossige asymmetrische Anlage, repräsentativer Volutengiebel. Originalzustand: Haustür inklusive Vergitterung, Fenster mit zum Teil noch farbiger Verglasung. | 09234617 |
| Weitere Bilder                          | Rathaus | Markt 1 (Karte)                                                                                 | 1861–1864, bezeichnet mit 1863                                                                 | Repräsentativer Putzbau in Formen des frühen Historismus mit vorgestelltem Turm von entscheidender städtebaulicher Bedeutung sowie geschichtlichem und künstlerischem Wert. Dreigeschossig mit überhöhtem Mittelrisalit, schlanker Turm mit verjüngtem Uhrglockengeschoss und Spitzhelm, im Erdgeschoss Laubenhalle von drei Achsen, ursprüngliche offene Durchfahrt zum Hof, anschließend dreischiffige kreuzgratgewölbte Halle zum Treppenhaus, originales Treppengeländer, originale Türen, ehemaliger Sitzungssaal (Flur) mit Balkendecke und Holzempore im ursprünglichen Zustand, Turmuhr von Johann Mannhardt/München, Turmuhr und Wetterfahne bezeichnet mit 1863. | 09234600 |
|                                         | Wohnhaus in geschlossener Bebauung und in Ecklage | Markt 9a (Wallstraße 2) (Karte)                                                                 | Um 1860                                                                                        | Putzbau von städtebaulicher Bedeutung. Dreigeschossig, fünf Achsen, Erdgeschoss Pfeiler mit dekorativen Kapitellen, Hauseingang in Mitte Traufseite, Obergeschosse waagerechte Fensterverdachungen. | 09238880 |
|                                         | Wohnhaus in geschlossener Bebauung und in Ecklage | Markt 11 (Karte)                                                                                | Um 1860                                                                                        | Mit Laden, schlichter, das Platzbild prägender Putzbau, ortsentwicklungsgeschichtlich und baugeschichtlich von Bedeutung. Dreigeschossig, sieben Achsen, Segmentbogenfenster, Erdgeschoss mit Ladeneinbau. | 09238881 |
|                                         | Wohnhaus in geschlossener Bebauung und in Ecklage | Marktstraße 1 (Karte)                                                                           | Erdgeschoss vor 1800                                                                           | Mit Laden („Central-Drogerie“), überformter Putzbau mit weitgehend gewölbtem Erdgeschoss, als einziges vom Stadtbrand 1859 verschontes Haus von geschichtlicher, baugeschichtlicher und städtebaulicher Bedeutung. Dreigeschossig, Fassade überformt, Erdgeschoss mit Gratgewölben sowie originalem hölzernem Treppengeländer, Treppenaufgang mit toskanisierenden Halbsäulen, granitenes Türgewände, Ladenbereich, Eingänge und Fenster in entstellender Weise modernisiert. | 09234829 |
| Direkt Bild zu diesem Denkmal hochladen | Wohnhaus in geschlossener Bebauung und in Ecklage | Marktstraße 2 (Karte)                                                                           | Nach 1860                                                                                      | Zeittypischer Putzbau mit Eckbalkons, von platzbildprägender Wirkung am Marktplatz, baugeschichtlich und städtebaulich von Bedeutung. Dreigeschossig, fünf × drei Achsen, Hausecke abgeschrägt, Erdgeschoss mit nachträglich eingefügtem Laden, Rundbogenfenster und Tür mit Rundbogenabschluss. Obergeschosse: Rechteckfenster mit waagerechter Fensterverdachung. Hausecke mit Balkonen, diese mit filigranen Eisengeländern, Fassade vereinfacht, städtebaulicher Wert. | 09238886 |
|                                         | Wohnhaus in geschlossener Bebauung und in Ecklage | Marktstraße 10 (Karte)                                                                          | Nach 1859, später überformt                                                                    | Gut gegliederter Putzbau, Eckbetonung des Eingangs, städtebaulicher Wert. Vergleiche Nummer 8, Fenster und Türen zum Teil original. | 09234681 |
|                                         | Schulgebäude in offener Bebauung mit Turnhalle und Einfriedung (heute Julius-Mosen-Gymnasium) | Melanchthonstraße 11 (Karte)                                                                    | 1899–1900 (Schule)                                                                             | Zeittypischer, repräsentativer Klinkerbau mit Kunstwerksteinelementen in historisierenden Formen (Neorenaissance), von städtebaulicher Bedeutung sowie ortsgeschichtlichem Wert. Dreigeschossiger Klinker- bzw. Kunststeinbau, Sockel aus Theumaer Schiefer, vorspringender Portalrisalit mit markantem Uhrgiebel, vorgelegte dreiläufige Treppe, Seitenrisalit der Hauptfront fensterlos mit Inschrifttafeln, originale Türen mit Vergitterung, schmiedeeiserne Kandelaber, Fenster zum Teil original, zur Lutherstraße hin modernisiert, Rückseite mit Mittelrisalit in Analogie zur Hauptfront. | 09234688 |
| Direkt Bild zu diesem Denkmal hochladen | Villa mit Einfriedung | Melanchthonstraße 17 (Karte)                                                                    | Bezeichnet mit 1907                                                                            | Zeittypische historisierende, asymmetrische Anlage mit polygonalem, weithin sichtbarem Turm von stadtbildprägender und baugeschichtlicher Bedeutung. Zweigeschossiger roter Klinkerbau mit weißen Putzstreifen, Bruchsteinsockel, unregelmäßiger Grundriss, straßen- und gartenseitig jeweils Krüppelwalmdach mit hölzernem Schwebegiebel, zur Straße hin schöne Holzbrüstung eines Altans über Auslucht, gute originale Haustür, Fenster weitgehend original, Treppenhausfenster (Gartenseite) mit ursprünglicher Verglasung. | 09234760 |
| Direkt Bild zu diesem Denkmal hochladen | Ehemalige Handelsschule in offener Bebauung | Melanchthonstraße 28 (Karte)                                                                    | Um 1900                                                                                        | Zeittypischer roter Klinkerbau mit historisierenden Kunststeinquadern, stadtbildprägende und ortsgeschichtliche Bedeutung. Zweigeschossig, asymmetrischer Grundriss, Eckrisalite mit Krüppelwalmdächern, Steildach mit Dachgaupe im Originalzustand, an einer Schmalseite Treppenturm mit Glockenhaube, an der gegenüberliegenden Schmalseite geschweifter Mittelgiebel. | 09234761 |
| Direkt Bild zu diesem Denkmal hochladen | Herrenhaus (jetzt Firmensitz, Alte Plauensche Straße 1) mit Anbauten und daran angebautes Wirtschaftsgebäude (jetzt Wohnungen, Mittelweg 2) des ehemaligen Rittergutes Untermarxgrün                                                         | Mittelweg 2 (Alte Plauensche Straße 1) (Karte)                                                  | Um 1830, später überformt                                                                      | Alte Ortslage Untermarxgrün, unregelmäßige Bautengruppe von ortsgeschichtlicher, ortsbildprägender und baugeschichtlicher Bedeutung, Stallungen mit granitenem Türgewände | 09234754 |
| Direkt Bild zu diesem Denkmal hochladen | Wohnhaus in offener Bebauung | Mühlstraße 1 (Karte)                                                                            | Um 1925                                                                                        | Alte Ortslage Raschau, zeittypischer Putz-Klinker-Bau von ortsbildprägender sowie baugeschichtlicher Bedeutung. Zweigeschossiger Putzbau, Sockel und Portalrahmung aus roten Klinkern, unregelmäßiger Grundriss, dreiseitige Eckgestaltung, Walmdach mit Zwerchgiebeln, typische expressionistische Elemente (Dreieckspitzen, dezente Putzreliefs), rückseitig Treppenhausrisalit mit Mansarddach sowie Balkon, originale Zweiflügeltür. | 09234788 |
| Direkt Bild zu diesem Denkmal hochladen | Wohnhaus in halboffener Bebauung | Nordstraße 3 (Karte)                                                                            | Um 1900                                                                                        | Zeittypischer roter Klinkerbau mit historisierendem Dekor, im Stil der Neorenaissance, städtebaulicher und baugeschichtlicher Wert | 09234777 |
| Direkt Bild zu diesem Denkmal hochladen | Mietshaus in halboffener Bebauung | Nordstraße 4 (Karte)                                                                            | Um 1900                                                                                        | Zeittypischer Klinkerbau in maßvollen historisierenden Formen von baugeschichtlichem und städtebaulichem Wert. Gelber Klinker mit roten Klinkerstreifen, barockisierendes Dekor, im ersten Obergeschoss bärtige Männerköpfe. | 09234779 |
| Direkt Bild zu diesem Denkmal hochladen | Mietshaus in ehemals halboffener Bebauung und in Ecklage | Nordstraße 14 (Karte)                                                                           | Um 1925/1930                                                                                   | Zeittypisches Wohnhaus in guten, funktional-schlichten Bauformen, im Stil der Moderne, städtebaulicher Wert, als relativ selten anzutreffendes Beispiel dieser Art in Oelsnitz auch von besonderer baugeschichtlicher Bedeutung. Dreigeschossiger Putzbau, Ecken verklinkert. | 09234778 |
|                                         | Wohnhaus in geschlossener Bebauung und in Ecklage | Obere Kirchstraße 1 (Karte)                                                                     | Nach 1859                                                                                      | Mit Laden, am Markt, für das Platzbild wichtiger Putzbau, im historistischen Stil, noch von klassizistischer Wirkung, baugeschichtlich und städtebaulich von Bedeutung. Dreigeschossig mit Mezzaningeschoss, 8 × 7 Achsen, kräftig ausgebildetes Gurtgesims mit Zahnschnittfries, Rechteckfenster in Obergeschossen, waagerechte Fensterverdachungen auf Konsolsteinen, Kranzgesims mit Konsolen, im Erdgeschoss nachträglicher Einbau großer Schaufenster. | 09238885 |
| Direkt Bild zu diesem Denkmal hochladen | Wohnhaus in geschlossener Bebauung | Obere Kirchstraße 2 (Karte)                                                                     | Um 1860                                                                                        | Mit Laden, zeittypischer Putzbau von straßenbildprägendem und baugeschichtlichem Wert. Dreigeschossig, sechs Achsen, mittig zweiachsiger Dacherker mit Dreiecksgiebel, reliefierte Fenstergewände im zweiten Obergeschoss original erhalten, Portal und zwei Haustüren original (zum Teil vereinfacht). | 09234602 |
| Direkt Bild zu diesem Denkmal hochladen | Mietshaus in geschlossener Bebauung und in Ecklage | Paul-Rebhuhn-Straße 2 (Karte)                                                                   | Um 1905                                                                                        | Zeittypischer repräsentativer Putzbau mit markanter Eckgestaltung von städtebaulicher Bedeutung. Dreigeschossig, barockisierendes bzw. Jugendstil-Dekor. | 09234772 |
|                                         | Wohnhaus in halboffener Bebauung und in Ecklage | Plauensche Straße 2 (Karte)                                                                     | Um 1900                                                                                        | Mit Laden, zeittypischer historisierender Klinkerbau mit markanter Eckgestaltung von städtebaulicher Bedeutung. Gelber Klinker mit Putzstreifen, Fenster im ersten Obergeschoss mit reichem Dekor in Neorenaissance bzw. Neobarock, dreiseitige, risalitartige Ecklösung mit Ladeneingang sowie origineller Bedachung (Pyramiden, mittig abgestuftes Zeltdach). | 09234739 |
|                                         | Wohnhaus in halboffener Bebauung und in Ecklage | Plauensche Straße 7 (Karte)                                                                     | Um 1900                                                                                        | Relativ schlicht gestaltetes Eckhaus von städtebaulichem und baugeschichtlichem Wert. Dreigeschossig, roter Klinker mit gelben Klinkerstreifen, horizontale Gliederung durch aufgeputzte Gesimse im ersten Obergeschoss, profilierte Gliederung durch Elemente der 1920er Jahre, hervorzuheben die Fenster im Erdgeschoss mit Jugendstilsprossung. | 09234742 |
|                                         | Wohnhaus in halboffener Bebauung und in Ecklage | Plauensche Straße 10 (Karte)                                                                    | Um 1900                                                                                        | Alte Ortslage Voigtsberg, mit Laden, zeittypischer historisierender roter Klinkerbau, repräsentative Eckgestaltung, von städtebaulichem Wert, vergleiche Nummer 12. Zweigeschossig, Eckfassade dreigeschossig, Formenelemente in Anlehnung an niederländische Architektur des 17. Jahrhunderts. | 09234740 |
|                                         | Wohnhaus halboffener Bebauung und in Ecklage | Plauensche Straße 12 (Karte)                                                                    | Um 1900                                                                                        | Alte Ortslage Voigtsberg, mit Laden, zeittypischer historisierender roter Klinkerbau, repräsentative Eckgestaltung, von städtebaulichem Wert, vergleiche Nummer 10 | 09234741 |
| Direkt Bild zu diesem Denkmal hochladen | Mietshaus in halboffener Bebauung | Plauensche Straße 25 (Karte)                                                                    | Um 1905                                                                                        | Zeittypischer Putzbau, von baugeschichtlicher und städtebaulicher Bedeutung | 09304835 |
| Direkt Bild zu diesem Denkmal hochladen | Mietvilla | Plauensche Straße 26 (Karte)                                                                    | Um 1900                                                                                        | Zeittypischer Klinkerbau mit Holzveranda und Gesprenge-Giebel, städtebauliche und baugeschichtliche Bedeutung. Zweigeschossig, Sockel aus Theumaer Schiefer und mit Werksteingliederung, schöner Schwebegiebel, originaler Holzvorbau mit Wintergarten, Fenster zum Teil noch original, zum Teil vermauert, originale Haustür. | 09234737 |
| Direkt Bild zu diesem Denkmal hochladen | Villa | Plauensche Straße 28 (Karte)                                                                    | Um 1900                                                                                        | Zeittypischer historisierender Putzbau mit Klinkerelementen, markanter Eckturm, stadtbildprägende und baugeschichtliche Bedeutung. Zweigeschossige asymmetrische Anlage, achtseitiger, dreigeschossiger Treppenturm mit Spitzhelm, schöner Schwebegiebel, Sockel ursprünglich ebenfalls verputzt (an einer Seite erhalten), jetzt mit Platten versehen, Fenster erneuert, originale Haustür. | 09234736 |
| Direkt Bild zu diesem Denkmal hochladen | Villa | Plauensche Straße 60 (Karte)                                                                    | Um 1905                                                                                        | Ehemalige Fabrikantenvilla (?), asymmetrisch gruppierter Putzbau mit Bruchsteinsockel und verschieferten Giebeln, Reformstil-Architektur, ortsbildprägende und lokalgeschichtliche Bedeutung. Steile Mansarddächer, verschieferte Giebel. | 09234752 |
| Direkt Bild zu diesem Denkmal hochladen | Kriegerdenkmal für die Gefallenen des Ersten Weltkrieges, mit begrüntem Denkmalsplatz | Plauensche Straße 131 (gegenüber) (Karte)                                                       | Nach 1918                                                                                      | Alte Ortslage Untermarxgrün, ortsgeschichtlich von Bedeutung | 09234755 |
| Direkt Bild zu diesem Denkmal hochladen | Mietshaus in geschlossener Bebauung (bauliche Einheit mit Heppeplatz 16/18 und Schleizer Straße 1) | Querstraße 2 (Karte)                                                                            | Um 1900                                                                                        | Mit Laden, sparsam gegliederter Ziegelbau mit Eckbetonung, baugeschichtlich und städtebaulich von Bedeutung. Ehemals Schneiderei Robert Egerland und Schuhmacherei Max Lorenz (um 1900). | 09234799 |
| Direkt Bild zu diesem Denkmal hochladen | Stadtscheune in geschlossener Bebauung | Raschauer Straße 10 (Karte)                                                                     | Vermutlich 19. Jahrhundert                                                                     | Alte Ortslage Raschau, von ortsgeschichtlicher und straßenbildprägender Bedeutung. Zweigeschossiger Putzbau mit traufständigem Satteldach, segmentbogige Einfahrten mit Holztoren, Gebäude bis auf neues Garagentor noch im Originalzustand. | 09234784 |
| Direkt Bild zu diesem Denkmal hochladen | Schule (jetzt Volkshochschule) in offener Bebauung | Raschauer Straße 21 (Karte)                                                                     | 3. Viertel 19. Jahrhundert                                                                     | Alte Ortslage Raschau, zeittypischer spätklassizistischer Putzbau von ortsbildprägender und ortsgeschichtlicher Bedeutung. Dreigeschossiger Gebäudekomplex mit zwei Flügeln, kurzer Hintertrakt, Fassade vereinfacht, Straßenseite mit zwei Risaliten, Flachwalmdach, qualitätvolle originale Tür mit Vergitterung. | 09234782 |
| Direkt Bild zu diesem Denkmal hochladen | Häuslerhaus | Raschauer Straße 47 (Karte)                                                                     | Anfang 19. Jahrhundert                                                                         | Alte Ortslage Raschau, eingeschossiger Putzbau, landschaftstypisches, schlichtes bäuerliches Wohnhaus, sozialgeschichtlich von Bedeutung | 09234783 |
| Direkt Bild zu diesem Denkmal hochladen | Wohnhaus (ehemals Bäckerei) in offener Bebauung und in Ecklage | Raschauer Straße 54 (Karte)                                                                     | 17. Jahrhundert                                                                                | Alte Ortslage Raschau, schlichter zeittypischer Putzbau mit Mansarddach von ortsbildprägender sowie ortsgeschichtlicher Bedeutung. Eingeschossiger Putzbau, Fenster mit Graniteinfassungen, markantes Krüppelwalmdach, Hauseingang auf der Rückseite, straßenseitiger Kellereingang. | 09234785 |
|                                         | Ehemaliges Gasthaus Goldene Sonne in halboffener Bebauung | Rosa-Luxemburg-Straße 1 (Rudolf-Breitscheid-Platz 1) (Karte)                                    | 2. Hälfte 19. Jahrhundert                                                                      | Stadtbildprägende Bedeutung als wirkungsvoller Abschluss der platzartigen Rosa-Luxemburg-Straße, zudem ortsgeschichtlich von Bedeutung. Zweigeschossig, schlichter Putzbau mit Flachwalmdächern, Fassade vereinfachend überarbeitet, drei Durchgänge mit Segmentbögen. | 09234651 |
|                                         | Ehemaliges Gasthaus Goldene Sonne in halboffener Bebauung | Rudolf-Breitscheid-Platz 1 (Rosa-Luxemburg-Straße 1) (Karte)                                    | 2. Hälfte 19. Jahrhundert                                                                      | Stadtbildprägende Bedeutung als wirkungsvoller Abschluss der platzartigen Rosa-Luxemburg-Straße, zudem ortsgeschichtlich von Bedeutung. Zweigeschossig, schlichter Putzbau mit Flachwalmdächern, Fassade vereinfachend überarbeitet, drei Durchgänge mit Segmentbögen. | 09234651 |
| Direkt Bild zu diesem Denkmal hochladen | Fabrikanlage in offener Bebauung, mit Fabrikschornstein (ehemals Miederwarenfabrik Moritz Hendel & Söhne) | Schillerstraße 8 (Karte)                                                                        | Um 1900                                                                                        | Zeittypischer, funktionaler und gut proportionierter Klinkerbau von stadtbildprägender und ortsgeschichtlicher Bedeutung. Viergeschossige, zweiflügelige Anlage mit Flachdach, gelber Klinker mit roten Klinkerstreifen, klare, schlichte Gliederung durch Lisenen und Klinkerfriese bzw. abgesetzte Klinkerstreifen, originale Esse. | 09234735 |
| Direkt Bild zu diesem Denkmal hochladen | Ehemaliger Luftschutzbunker | Schillerstraße 20 (neben) (Karte)                                                               | 1938                                                                                           | Original erhaltener Betonbunker aus der Zeit des Zweiten Weltkrieges für die Belegschaft des benachbarten Elektrizitätswerkes, ortsgeschichtlich von Bedeutung. In monolithischer Bauweise errichteter Betonbunker, Zugang über einläufige Treppe, Schutzraum und Notausstieg, Stahlbetonkonstruktion mit 40 cm Wandstärke und Deckenstärke, Treppe 8,80 m × 2 m, Luftschutzraum 11,80 m × 4,80 m × 3,00 m, Ausstieg turmartig 1,50 m × 1,80 m × 5,50 m. | 09248169 |
| Direkt Bild zu diesem Denkmal hochladen | Mietshaus in geschlossener Bebauung (bauliche Einheit mit Heppeplatz 16/18 und Querstraße 2) | Schleizer Straße 1 (Karte)                                                                      | Um 1900                                                                                        | Ehemaliges Hotel und Restaurant, jetzt Wohnhaus, sparsam gegliederter Ziegelbau mit Eckbetonung, baugeschichtlich und städtebaulich von Bedeutung. Stuckdecke im ehemaligen Restaurant, ehemals Hotel Tietsch, Rudolf Pestel und Manufaktur- und Modewaren Richard Wild (um 1900). | 09234806 |
| Direkt Bild zu diesem Denkmal hochladen | Laden eines Mietshauses | Schleizer Straße 7 (Karte)                                                                      | Um 1925                                                                                        | In derartigem Originalzustand nur noch selten anzutreffen, zeitgeschichtlicher Wert. Ehemals Mechaniker/Maschinenbauer und Schieferdeckermeister Carl Gustav Dietzsch (um 1900), Gustav Dietzsch Gegr(ündet) 1877. | 09234795 |
| Direkt Bild zu diesem Denkmal hochladen | Mietshaus in geschlossener Bebauung | Schleizer Straße 9 (Karte)                                                                      | Um 1900                                                                                        | Klinkerfassade mit Erker und Volutengiebel, zeittypische, historisierende Formen, von städtebaulichem und baugeschichtlichem Wert, geschlossene Häuserzeile | 09304832 |
| Direkt Bild zu diesem Denkmal hochladen | Mietshaus in geschlossener Bebauung | Schleizer Straße 11 (Karte)                                                                     | Um 1900                                                                                        | Mit Laden, Klinkerfassade, zeittypische, historisierende Formen, von städtebaulichem und baugeschichtlichem Wert, geschlossene Häuserzeile. Laden mit originaler Werbeschrift der 1920er/1930er Jahre: „Reinhold Klebert, Konfitüren, Kolonialwaren“. | 09304833 |
| Direkt Bild zu diesem Denkmal hochladen | Mietshaus in geschlossener Bebauung | Schleizer Straße 13 (Karte)                                                                     | Um 1900                                                                                        | Klinkerfassade mit Erker und Volutengiebel, zeittypische, historisierende Formen, von städtebaulichem und baugeschichtlichem Wert, geschlossene Häuserzeile | 09304834 |
| Direkt Bild zu diesem Denkmal hochladen | Remisengebäude eines Villengrundstücks | Schleizer Straße 19 (Karte)                                                                     | Ende 19. Jahrhundert                                                                           | Markanter zweifarbiger Ziegelbau, ortsentwicklungsgeschichtlich und baugeschichtlich von Bedeutung | 09304831 |
| Direkt Bild zu diesem Denkmal hochladen | Fabrikgebäude in halboffener Bebauung | Schleizer Straße 25 (Karte)                                                                     | Um 1910                                                                                        | Sehr gut proportionierter, zeittypischer schlicht gegliederter Putzbau von ortsbildprägender und baugeschichtlicher Bedeutung, guter Originalzustand. Dreigeschossig, Mansarddach, Fassade mit Mittelrisalit, durch Walmdach bekröntes zwerchhausartiges Geschoss, Einfahrt mit Korbbogen, im Originalzustand. | 09234780 |
| Weitere Bilder                          | Schloss Voigtsberg (Sachgesamtheit) | Schloßstraße 32 (Karte)                                                                         | 13.–15. Jahrhundert, später erweitert                                                          | Sachgesamtheit Schloss Voigtsberg mit folgendem Einzeldenkmal: Schlossanlage (siehe Einzeldenkmal 09234750) und den Sachgesamtheitsteilen: Burgberg mit Mauern und Terrassen sowie Brücke im Schlosshof; alte Ortslage Voigtsberg, auf einem Bergvorsprung nordöstlich der Stadt Oelsnitz, unregelmäßige Baugruppe mit frei stehendem Bergfried von landschafts- und stadtbildprägender, geschichtlicher und baugeschichtlicher Bedeutung. Mehrmals umgebaut, bemerkenswerte, an der Südseite vorspringende gotische ehemalige Kapelle St. Georg mit Kreuzrippengewölbe. Erweiterungsbauten für Gefängnis (Landesanstalt): unregelmäßige Dreiflügelanlage mit Einfahrt zum Hof, Fassade geputzt mit roter Klinkergliederung. Der Burgfried ist 22 m hoch (vormals 30 m hoch), hat einen Durchmesser von 9,70 m, eine Mauerstärke von 3,30 m und ist der älteste Teil der Burg. | 09304752 |
| Weitere Bilder                          | Schlossanlage (ehemalige Burg, mehrere Gebäudeflügel und Turm), jetzt Museum und Archiv (Einzeldenkmal zu ID-Nr. 09304752) | Schloßstraße 32 (Karte)                                                                         | Vermutlich 1328                                                                                | Einzeldenkmal der Sachgesamtheit Schloss Voigtsberg; alte Ortslage Voigtsberg, auf einem Bergvorsprung nordöstlich der Stadt Oelsnitz, unregelmäßige Baugruppe mit frei stehendem Bergfried von landschafts- und stadtbildprägender, geschichtlicher und wissenschaftlicher Bedeutung | 09234750 |
|                                         | Portal eines Verwaltungsgebäudes (ehemalige Polizei- und Feuerwache) | Schmidtstraße 7a (Karte)                                                                        | Bezeichnet mit 1922                                                                            | Schönes Portal der Durchfahrt zum Rathaushof, von ortsgeschichtlichem Wert | 09234641 |
|                                         | Wohnhaus in geschlossener Bebauung und in Ecklage | Schmidtstraße 12 (Karte)                                                                        | Nach 1859, später überformt                                                                    | Einfach gegliederter Putzbau, Betonung des Eckeingangs, städtebaulicher Wert | 09234644 |
|                                         | Wohnhaus in offener Bebauung | Schmidtstraße 22 (Karte)                                                                        | Um 1870                                                                                        | Schlichter vereinfachter Putzbau von stadtgeschichtlichem, auf Grund sehr qualitätvoller originaler Details auch von wissenschaftlichem Wert. Qualitätvolle Haustür aus der Bauzeit, originales Treppengeländer, im ersten Obergeschoss ausgezeichnete, in dieser Qualität und Originalität nur noch selten anzutreffende Wohnungstür mit hölzerner Eingangswand (Ende 19. Jahrhundert). | 09234798 |
| Direkt Bild zu diesem Denkmal hochladen | Wohnhaus in halboffener Bebauung (bauliche Einheit mit Lessingstraße 3) | Schmidtstraße 55 (Karte)                                                                        | Bezeichnet mit 1886                                                                            | Zeittypischer historisierender Bau mit markantem Neorenaissancegiebel von straßenbildprägendem Wert, baugeschichtlich von Bedeutung. Zweigeschossig, fünf Achsen, originale Dachgaupen, originale Haustür sowie Schwingflügeltür zum Treppenhaus, zum Teil noch originale Verglasung, bezeichnet mit „W.II.1866“. | 09234642 |
| Direkt Bild zu diesem Denkmal hochladen | Mietshaus in offener Bebauung | Schmidtstraße 59 (Karte)                                                                        | Um 1900                                                                                        | Villenartiges Gebäude, historisierende Formen, von ortsgeschichtlichem und baugeschichtlichem Wert | 09304776 |
| Direkt Bild zu diesem Denkmal hochladen | Wohnhaus in halboffener Bebauung und in Ecklage | Schmidtstraße 61 (Karte)                                                                        | Um 1900                                                                                        | Zeittypischer Klinkerbau von städtebaulichem Wert. Zweigeschossig, Eckbereich dreigeschossig, gelber Klinker mit Werksteinelementen, turmartige, als Risalit ausgebildete Eckgestaltung. | 09234643 |
| Direkt Bild zu diesem Denkmal hochladen | Villa Bär mit Garten und Einfriedung | Schönecker Straße 9 (Karte)                                                                     | Um 1865, später überformt                                                                      | Mehrfach überformtes Gebäude, hölzerner Anbau der Veranda im Originalzustand mit weitgehend erhaltener Verglasung, künstlerisch bemerkenswerte Haustür (um 1922) mit qualitätvoller, reliefartiger Ausbildung an der Innenseite, baugeschichtlich von Bedeutung. Zweigeschossiger Putzbau, dreigeschossiger, vorspringender, massiver Turmbau mit barockisierender Haube und Laterne, an der Straßenseite im ersten Obergeschoss dreiseitig gebrochener Fenstererker (sogenannte Ausluchten bzw. bay windows), Gartenanlage rudimentär erhalten. | 09234598 |
| Direkt Bild zu diesem Denkmal hochladen | Villa mit Garten und Einfriedung | Schönecker Straße 30 (Karte)                                                                    | 1927 laut Auskunft                                                                             | Qualitätvolle originale Einrichtung, baugeschichtlich von Bedeutung. Haustür, Flur, Treppenhaus, Wohnzimmer mit Holzverkleidung u. a. im Originalzustand. | 09234599 |
|                                         | Doppelmietshaus (mit Gartenhäuser 12) in offener Bebauung und in Ecklage sowie Einfriedung | Schulstraße 1 (Karte)                                                                           | Um 1900                                                                                        | Mit Laden, zeittypische historisierende Klinkerfassade, Eckbetonung, baugeschichtlicher und städtebaulicher Wert. Gestaltung wie Gartenhäuser Nummer 22, hölzerner Anbau in der Art einer Veranda bzw. Laube, Verglasung und Tür im Originalzustand. | 09234660 |
| Direkt Bild zu diesem Denkmal hochladen | Gedenktafel an einem ehemaligen Wohnstallhaus eines Bauernhofes | Stiftsweg 3 (Karte)                                                                             | Nach 1877                                                                                      | Alte Ortslage Raschau, Gedenktafel für Julius August Michaelis (1809–1877, Landwirt und Gründer des Marienstifts), von ortsgeschichtlicher Bedeutung | 09234787 |
| Direkt Bild zu diesem Denkmal hochladen | Wohnhaus eines Forsthofes | Teichgasse 1 (Karte)                                                                            | Bezeichnet mit 1822                                                                            | Alte Ortslage Voigtsberg, landschaftstypisches Gebäude mit Segmentbogenportal, ortsbildprägender und regionalgeschichtlicher Wert. Wohnhaus mit Walmdach und Granitportal, Gesamtanlage mit Charakter eines Dreiseithofes, genannt Ranks Gehöft, Gebäude an der vierten Seite abgebrochen (jetzt Mauer), schlichte zweigeschossige Putzbauten. | 09234743 |
|                                         | Wohnhaus in geschlossener Bebauung | Untere Kirchstraße 3 (Karte)                                                                    | Um 1870                                                                                        | Mit Laden, baugeschichtlicher Wert, zweigeschossiger Putzbau, traufständig | 09234682 |
| Direkt Bild zu diesem Denkmal hochladen | Wohnhaus | Unterlosaer Weg 11 (Karte)                                                                      | 1. Hälfte 20. Jahrhundert                                                                      | Alte Ortslage Raschau, ländliches Wohnhaus in freier Landschaft, Drempel und Giebel verbrettert, sozialgeschichtlich von Bedeutung. Schlichtes, eingeschossiges Wohnstallhaus, massiv, mit Drempel und Dachgaupen. | 09234776 |
| Direkt Bild zu diesem Denkmal hochladen | Wohnhaus in offener Bebauung und in Ecklage | Voigtsberger Straße 1 (Karte)                                                                   | Bezeichnet mit 1907                                                                            | Alte Ortslage Voigtsberg, repräsentativer asymmetrischer Putzbau mit wuchtigem Sockel (wohl Granit) und Mansarddach, Reformstil-Architektur, baugeschichtlicher und ortsbildprägender Wert. Zweigeschossig, Mansarddach, repräsentatives Korbbogenportal mit Schlussstein und Jahreszahl. | 09234746 |
| Direkt Bild zu diesem Denkmal hochladen | Wohnhaus (Anschrift: Markt 9a und Wallstraße 2) in geschlossener Bebauung und in Ecklage | Wallstraße 2 (Karte)                                                                            | Um 1860                                                                                        | Putzbau von städtebaulicher Bedeutung. Dreigeschossig, fünf Achsen, Erdgeschoss Pfeiler mit dekorativen Kapitellen, Hauseingang in Mitte Traufseite, Obergeschosse waagerechte Fensterverdachungen. | 09238880 |
|                                         | Wohnhaus in geschlossener Bebauung und in Ecklage | Wallstraße 10 (Karte)                                                                           | Nach 1859, später überformt                                                                    | Gut proportionierter, schlichter Putzbau, Fassade weitgehend im Originalzustand der 1920er Jahre, ortsgeschichtlich von Bedeutung. Türeinfassung mit Schlussstein, Tür zum Teil mit originaler Verglasung. | 09234671 |
| Direkt Bild zu diesem Denkmal hochladen | Mietshaus in geschlossener Bebauung und in Ecklage | Walther-Rathenau-Straße 12 (Karte)                                                              | Kurz nach 1900                                                                                 | Gelber Klinkerbau von städtebaulichem und baugeschichtlichem Wert, Eckrisalit mit kannelierten Pilastern | 09234590 |
| Direkt Bild zu diesem Denkmal hochladen | Mietshaus in geschlossener Bebauung (bauliche Einheit mit Nr. 15) | Walther-Rathenau-Straße 13 (Karte)                                                              | Um 1900                                                                                        | Wohnhaus mit zeittypischer Fassadengestaltung und gotisierenden Elementen, markante Dachgaupen, baugeschichtlicher und städtebaulicher Wert (Häuserzeile). Zweigeschossiger Putzbau mit Bruchsteinsockel und sparsamem Klinkerdekor (Stufengiebel, Zahnschnittfries, Traufgesims), originale Haustür mit schmiedeeiserner Vergitterung, vergleiche auch Nummer 15. | 09234582 |
| Direkt Bild zu diesem Denkmal hochladen | Mietshaus in geschlossener Bebauung (bauliche Einheit mit Nr. 13) | Walther-Rathenau-Straße 15 (Karte)                                                              | Um 1900                                                                                        | Wohnhaus mit zeittypischer Fassadengestaltung und gotisierenden Elementen, markante Dachgaupen, guter Originalzustand, baugeschichtlicher Wert | 09234583 |
| Direkt Bild zu diesem Denkmal hochladen | Mietshaus in geschlossener Bebauung (bauliche Einheit mit Nr. 19) | Walther-Rathenau-Straße 17 (Karte)                                                              | Um 1900                                                                                        | Zeittypisches Wohnhaus in gotisierender Formensprache von baugeschichtlichem Wert. Zweigeschossig, gotisierende Details, mittig vorkragender Dacherker. | 09234584 |
| Direkt Bild zu diesem Denkmal hochladen | Mietshaus in geschlossener Bebauung (bauliche Einheit mit Nr. 17) | Walther-Rathenau-Straße 19 (Karte)                                                              | Um 1900                                                                                        | Zeittypisches Wohnhaus in gotisierender Formensprache von baugeschichtlichem Wert | 09234585 |
| Direkt Bild zu diesem Denkmal hochladen | Mietshaus in geschlossener Bebauung (bauliche Einheit mit Nr. 23) | Walther-Rathenau-Straße 21 (Karte)                                                              | Bezeichnet mit 1899                                                                            | Zeittypischer Klinkerbau von baugeschichtlichem Wert. Zweigeschossiger gelber Klinkerbau mit Putzbändern, sparsam gegliedert, Fenster und Eingang mit roter Klinkereinfassung | 09234586 |
| Direkt Bild zu diesem Denkmal hochladen | Mietshaus in geschlossener Bebauung (bauliche Einheit mit Nr. 21) | Walther-Rathenau-Straße 23 (Karte)                                                              | Bezeichnet mit 1899                                                                            | Zeittypischer Klinkerbau von baugeschichtlichem Wert | 09234587 |
| Direkt Bild zu diesem Denkmal hochladen | Mietshaus in geschlossener Bebauung | Walther-Rathenau-Straße 25 (Karte)                                                              | Um 1900                                                                                        | Zeittypischer Klinkerbau von baugeschichtlichem Wert, Fenster modernisiert | 09234588 |
| Direkt Bild zu diesem Denkmal hochladen | Mietshaus in geschlossener Bebauung und in Ecklage | Walther-Rathenau-Straße 27 (Karte)                                                              | Bezeichnet mit 1900                                                                            | Ehemals mit Restaurant „Sternwarte“, historisierender roter Klinkerbau mit markanter Eckgestaltung, von baugeschichtlichem und städtebaulichem Wert. Zweigeschossig, Fenster im Erdgeschoss mit bossierter Kunstwerksteineinfassung. | 09234589 |
| Direkt Bild zu diesem Denkmal hochladen | Wohnhaus in geschlossener Bebauung (bauliche Einheit mit Nr. 33) | Walther-Rathenau-Straße 31 (Karte)                                                              | Um 1900                                                                                        | Zeittypischer gelber Klinkerbau, baugeschichtlich von Bedeutung. Im Erdgeschoss künstlerisch bemerkenswerte figürliche Darstellungen (Werkstein), Eckquaderung am Dacherker aufgeputzt, vergleiche Nummer 33. | 09234592 |
| Direkt Bild zu diesem Denkmal hochladen | Wohnhaus in geschlossener Bebauung (bauliche Einheit mit Nr. 31) | Walther-Rathenau-Straße 33 (Karte)                                                              | Um 1900                                                                                        | Zeittypischer, gelber Klinkerbau, baugeschichtlich von Bedeutung | 09234593 |
| Direkt Bild zu diesem Denkmal hochladen | Doppelmietshaus in geschlossener Bebauung | Walther-Rathenau-Straße 35, 37 (Karte)                                                          | Nach 1900                                                                                      | Mit Jugendstilelementen, Nummer 37 mit Laden, städtebaulich und baugeschichtlich von Bedeutung. Dreigeschossig, Putzfassade, überhöhte Mittelrisalite. | 09301555 |
|                                         | Wohnhaus in halboffener Bebauung | Weberstraße 2 (Karte)                                                                           | Ende 19. Jahrhundert                                                                           | Gut proportionierter, historisierender Putzbau von baugeschichtlichem und städtebaulichem Wert. Zweigeschossig, vier Achsen, Mittelrisalit mit Zwerchhaus, dieses durch Pilaster gegliedert, originale Fenstereinfassungen in dezenten historisierenden Formen, horizontale Gliederung durch Putzbänder, Portal und Fenster weitgehend erneuert. | 09234789 |
| Direkt Bild zu diesem Denkmal hochladen | Wohnhaus in halboffener Bebauung | Weberstraße 4 (Karte)                                                                           | Um 1905/1910                                                                                   | In Hanglage, asymmetrischer Putzbau mit markantem Giebel und Durchfahrt zu einem Wirtschaftsweg, Reformstil-Architektur, von baugeschichtlicher Bedeutung. Zwei- bis dreigeschossiger zeittypischer Putzbau, Sockel aus Bruchstein mit Durchfahrt, fünfseitiger Giebel. | 09234790 |
| Direkt Bild zu diesem Denkmal hochladen | Wohnhaus in offener Bebauung | Wiesenstraße 2 (Karte)                                                                          | Um 1900                                                                                        | Zeittypisches, historisierendes, asymmetrisches Gebäude von baugeschichtlichem Wert. Roter Klinkerbau mit gelben Kunststeinelementen, Bruchsteinsockel, Archivolten über den Fenstern mit barockisierendem floralem Dekor. | 09234716 |
| Direkt Bild zu diesem Denkmal hochladen | Arbeiterwohnhäuser der Halbmond-Teppichfabrik (Sachgesamtheit) | Wiesenstraße 3, 5, 7, 9, 11, 13, 15, 17, 19, 21, 23, 25, 27, 29, 31, 33, 35, 37, 39, 41 (Karte) | Um 1900                                                                                        | Sachgesamtheit Arbeiterwohnhäuser der Halbmond-Teppichfabrik: Wohnhauszeile mit 20 Wohnhäusern (darunter neun Doppelhäuser) - (Sachgesamtheitsteile, keine Einzeldenkmale); Klinkerbauten in einheitlichem Erscheinungsbild, erbaut für die Teppichfabrik Koch & te Kock (bekannt durch die Teppich-Marke Halbmond), von sozialgeschichtlicher, baugeschichtlicher und städtebaulicher Bedeutung. Zweigeschossig mit Kellersockel, rote Klinkerfassade mit gelber Klinkergliederung und Putzbändern, Kellersockel aus Schieferbruchstein, Segmentbogenfenster, Fenster erneuert, traufseitig fünf Fensterachsen, mittig zwei Eingänge (zurückgesetzt) mit Treppenaufgang (Granitstufen), zum Teil originale Eingangstüren, Satteldach (Schiefer bzw. Dachpappe). | 09247628 |

### Ehemalige Denkmäler (Oelsnitz)
| Bild                                    | Bezeichnung                                                                 | Lage                                 | Datierung            | Beschreibung | ID       |
| --------------------------------------- | --------------------------------------------------------------------------- | ------------------------------------ | -------------------- | --- | -------- |
| Direkt Bild zu diesem Denkmal hochladen | Kino in offener Bebauung (Fortschritt-Lichtspiele, Adler-Lichtspiele)       | August-Bebel-Straße 17a (Karte)      | 1939                 | Schlichter Putzbau mit Walmdach, mittig Vorhalle in zeitüblichen klassizierenden Formen, Originalzustand, zeithistorischer und regionalgeschichtlicher Wert. Originale Details (Türen, Fenster), erbaut wohl 1939 als Adler-Lichtspiele. Zwischen 2008 und 2016 abgerissen, schon vorher im Verfall begriffen. | 09234630 |
| Direkt Bild zu diesem Denkmal hochladen | Ehemalige Wetzsteinsche Brauerei                                            | Egerstraße 19 (Karte)                | Ende 19. Jahrhundert | Eine Gebäudegruppe zeittypischer Klinkerbauten von industriegeschichtlicher und stadtbildprägender Bedeutung. Zwischen 2019 und 2024 aus der Denkmalliste gestrichen. | 09234608 |
| Direkt Bild zu diesem Denkmal hochladen | Brunnen an Fabrikgebäude                                                    | Falkensteiner Straße 6 (bei) (Karte) | Um 1925              | Schlichter roter Klinkerbrunnen mit Dreiecksgiebel und speiendem Delphin, handwerklich-künstlerisch von Bedeutung. Zwischen 2019 und 2024 aus der Denkmalliste gestrichen. | 09234673 |
| Direkt Bild zu diesem Denkmal hochladen | Wohnstallhaus, Seitengebäude und Scheune eines Bauernhofes                  | Hofer Straße 80 (Karte)              |                      | Zwei der drei Gebäude zwischen 2008 und 2016 abgerissen, das dritte zwischen 2016 und 2018 | 09234816 |
| Direkt Bild zu diesem Denkmal hochladen | Herrenhaus und drei Wirtschaftsgebäude des sogenannten Vorwerkes Voigtsberg | Schloßstraße 33 (Karte)              | Um 1860              | Alte Ortslage Voigtsberg, Herrenhaus ein zeittypischer Putzbau im neogotischen Stil, von landschaftsprägendem, geschichtlichem und baugeschichtlichem Wert. - Herrenhaus: zweigeschossiger, zeittypisch schlichter Putzbau mit gotisierenden Überschlaggesimsen im Obergeschoss, Mittelrisalit mit Tudor-Giebel, an den Ecken diagonale vorkragende Fialen - Stallungen: eine Seite mit dreischiffiger, gewölbter Halle, Gebäude auf der gegenüberliegenden Seite mit Kummethalle, zum Teil vermauert Zwischen 2019 und 2024 abgerissen. | 09234749 |

## Görnitz
| Bild                                    | Bezeichnung                                              | Lage                                        | Datierung       | Beschreibung | ID       |
| --------------------------------------- | -------------------------------------------------------- | ------------------------------------------- | --------------- | --- | -------- |
| Direkt Bild zu diesem Denkmal hochladen | Wohnhaus                                                 | Tanzermühle 11 (Karte)                      | Um 1905         | Historisierende Klinkerfassade mit unverändert erhaltener Fassadengestaltung, ortsbildprägender Bau in auffälliger Straßenlage, Bedeutung für die Ortsgeschichte. Zwei Geschosse, rote Klinker mit Putzfaschen und gelber Klinkergliederung, Zwerchhaus mit Giebeldreieck.  | 09238916 |
| Direkt Bild zu diesem Denkmal hochladen | Kriegerdenkmal für die Gefallenen des Ersten Weltkrieges | Tanzermühle 13 (hinter) (Karte)             | Nach 1918       | Aufwändig gestaltete Anlage am Hang mit Treppenanlage, ortsgeschichtlich von Bedeutung | 09238915 |
| Direkt Bild zu diesem Denkmal hochladen | Straßenbrücke über den Görnitzbach                       | Unterer Görnitzer Weg 5 (gegenüber) (Karte) | 19. Jahrhundert | Steinbogenbrücke, ortsbildprägendes Denkmal der Verkehrsgeschichte. Einbogige Brücke aus Bruchstein, abgeschrägte Brückenwangen, Schieferabdeckplatten, seitlich der Straße Granitpfosten (quadratisch) und Eisengeländer (später erneuert), Nordseite der Brücke verputzt. | 09247107 |

## Hartmannsgrün
| Bild                                    | Bezeichnung                                              | Lage                           | Datierung | Beschreibung                                     | ID       |
| --------------------------------------- | -------------------------------------------------------- | ------------------------------ | --------- | ------------------------------------------------ | -------- |
| Direkt Bild zu diesem Denkmal hochladen | Kriegerdenkmal für die Gefallenen des Ersten Weltkrieges | Hauptstraße 11 (neben) (Karte) | Nach 1918 | Stein mit Tafel, ortsgeschichtlich von Bedeutung | 09238918 |

## Magwitz
| Bild                                    | Bezeichnung                                                                            | Lage                       | Datierung | Beschreibung | ID       |
| --------------------------------------- | -------------------------------------------------------------------------------------- | -------------------------- | --- | --- | -------- |
| Direkt Bild zu diesem Denkmal hochladen | Schutzhütte                                                                            | (Flurstück 322/4) (Karte)  | 1939 | Im Zusammenhang mit dem Bau der Talsperre Pirk entstandenes Gebäude in parkähnlicher Umgebung mit Blickachse zur Talsperre, einziges umgesetztes Zeugnis des Bauvorhabens einer Siedlung, das auf Grund des Zweiten Weltkrieges nicht realisiert wurde, Schutzhütte bildet landschaftsprägendes Ensemble mit der Talsperre Pirk, typischer Bau der 1930er Jahre. Aussichtspunkt mit archaisch gestalteter Schutzhütte, Bruchstein-Mauerwerk, Segmentbogenfenster, Holzdecke, steiles Satteldach mit weitem Dachüberstand giebelseitig (gestützt auf Holzpfosten auf quadratischem Mauersockel) mit Kopfstreben, Giebeldreieck verbrettert, Schieferdeckung, von Bäumen freigehaltene Blickachse zur Staumauer der Talsperre Pirk. | 09238919 |
| Direkt Bild zu diesem Denkmal hochladen | Kalkofen                                                                               | An der Elster 5 (Karte)    | 1. Hälfte 19. Jahrhundert | Sachzeugnis der Bergbaugeschichte im Vogtland, bildet Zusammenhang mit dem 1 km entfernten Stollenmundloch und Planschwitzer Schichten, Bestandteil des Lehr- und Wanderpfades „Vogtländischer Bergbau“, Denkmal der Technikgeschichte. Kalkofen (Kalkstein, früher am Talhang der Weißen Elster in kleinen Brüchen abgebaut), Zickzackofen (d. h. Ringofen mit einem im Zickzack geführten Brandkanal) aus Naturstein (Bruchstein) und Ziegeln aufgemauert. Grundfläche: ca. 14,5 m × 12,5 m, Höhe: ca. 3,0 m. Wanddicke: zum Teil 1,65 m. Schacht war aus Ziegeln aufgemauert, in den der Kalkstein mit der Holzkohle schichtweise eingebracht wurde. Arbeitstemperatur: 1200 – 1400 °C. | 09232938 |
| Weitere Bilder                          | Herrenhaus, Wirtschaftsgebäude, Einfriedungsmauern und Pavillon des Ritterguts Magwitz | Bahnhofsweg 4 (Karte)      | Im Kern 18. Jahrhundert (Herrenhaus); 18. Jahrhundert (Einfriedung); 19. Jahrhundert (Wirtschaftsgebäude und Gartenpavillon) | Herrenhaus schlichter Putzbau mit hohem Walmdach, Wirtschaftsgebäude Putzbau mit Krüppelwalmdach, baugeschichtlich und ortsgeschichtlich von Bedeutung. - Herrenhaus: zwei Geschosse, sechs Achsen, Walmdach, Granitportal, Treppenhaus, Eingangstüre, Terrazzofußboden, Holzpaneele - Scheune/Wirtschaftsgebäude: zwei Geschosse, Ziegelmauerwerk, Krüppelwalmdach, Speicher (später „Mühle“) mit zwei Geschossen - Pavillon: quadratisch, Fachwerk (Ziegel), Spitzhelm, Stützmauer unverputztes Bruchsteinmauerwerk sowie mit altem Gehölzbestand | 09238895 |
|                                         | Kriegerdenkmal für die Gefallenen des Ersten Weltkrieges                               | Mühlberg 5 (neben) (Karte) | Nach 1918 | Ortshistorische Bedeutung, Sandstein mit Relief und Inschrift | 09238897 |
| Direkt Bild zu diesem Denkmal hochladen | Wohnstallhaus eines Bauernhofes                                                        | Otterhaus 1 (Karte)        | 19. Jahrhundert | Landschaftsbildprägendes Gehöft in Hanglage zwischen Planschwitz und Bösenbrunn am östlichen Abhang des Triebelbachtales, von besonderer ortshistorischer und heimatgeschichtlicher Bedeutung. Zweigeschossig, Ziegelstein, verputzt, zwei Eingänge, Fenstersohlbänke Kunststein, neue Türen, Eingangsgewände Putzfaschen, traufseitiger rückwärtiger eingeschossiger Anbau (abgeschleppt), Satteldach (Frackdach), Dachpappe, giebelseitig späterer Treppenaufgang zum Obergeschoss. Vorkommen von Kreuzottern an den sonnendurchwärmten Hängen sollen zur Namensgebung Otterhaus geführt haben. Außerdem rankt sich eine Sage um das Otterhaus. Ersterwähnung: urkundlich am 8. April 1687 „Natus (geboren) und Baptizatus (getauft) Johannes, Sohn Hans Holbauers, auf dem Otterberge und seines Weibes Elisabeth Zinckin, Compatres (Taufzeugen), Hans Kätsel von Dröda, Hans Schleicher zu Magwitz, Schirrmeister und Maria Schleicherin zu Magwitz.“ Das Otterhaus befand sich von 1769 bis 1820 anfänglich zur Hälfte später ungeteilt im Besitz der Familie Hager. Letzte Besitzer des Otterhauses: Karl Friedrich Seifert aus Neundorf (seit 3. Januar 1820), Johann Gottfried Seifert (1820 bis 1898), Friedrich Wilhelm Seifert (1857 bis 1931), Max Paul Seifert (1884 bis 1984), Paul Erich Seifert (seit 1910). | 09247611 |

## Oberhermsgrün
| Bild                                    | Bezeichnung                                                                           | Lage                              | Datierung             | Beschreibung | ID       |
| --------------------------------------- | ------------------------------------------------------------------------------------- | --------------------------------- | --------------------- | --- | -------- |
| Direkt Bild zu diesem Denkmal hochladen | Brunnenhaus                                                                           | Dorfstraße 24 (neben) (Karte)     | Um 1946               | Straßenbildprägendes Zeugnis der Wirtschaftsweise vergangener Zeiten. Verbrettertes Brunnenhaus auf Betonsockel, originale Holztür mit Eisenbeschlägen, Zeltdach, innen Brunnen (Pumpe entfernt). | 09209980 |
| Direkt Bild zu diesem Denkmal hochladen | Kriegerdenkmal für die Gefallenen des Ersten Weltkrieges                              | Dorfstraße 27 (gegenüber) (Karte) | Bezeichnet mit 1923   | Bossierte Granitstele auf Postament mit geschliffener Namenstafel, ortsgeschichtlich von Bedeutung | 09238910 |
| Direkt Bild zu diesem Denkmal hochladen | Wohnstallhaus (Nr. 33), Scheune sowie Durchfahrtsscheune (Nr. 34) eines Vierseithofes | Dorfstraße 33, 34 (Karte)         | Mitte 19. Jahrhundert | Eingeschossiges Wohnstallhaus mit Umschrot, die beiden Scheunen verbrettert, geschlossene Hofanlage mit hohem Originaltätsanteil in vogtlandtypischen Bauformen, Zeugnis mit hohem Dokumentationswert, Denkmal der Ortsgeschichte. - Wohnstallhaus: Wohnteil später Ziegelmauerwerk, Stallteil Bruchstein, hoher Kniestock mit gefaster Balkenlage, Satteldach mit Ziegeldeckung - Scheune: zwei Geschosse, verbrettert, Satteldach mit Ziegeldeckung - Durchfahrtsscheune: zweigeschossig, verbrettert, Satteldach | 09238909 |
| Direkt Bild zu diesem Denkmal hochladen | Brunnenhaus neben dem Dorfteich                                                       | Dorfstraße 40 (gegenüber) (Karte) | Um 1946               | Straßenbildprägendes Zeugnis der Wirtschaftsweise vergangener Zeiten. Verbrettertes Brunnenhaus mit Zeltdach, Betonsockel, originaler Holztür mit Eisenbeschlägen, innen Brunnen (Pumpe entfernt) | 09209977 |
| Direkt Bild zu diesem Denkmal hochladen | Häuslerhaus                                                                           | Dorfstraße 50 (Karte)             | 19. Jahrhundert       | Langgestreckter eingeschossiger Bruchsteinbau in vogtlandtypischer Gestalt, Denkmal der Ortsgeschichte und Volkskunde | 09238904 |
| Direkt Bild zu diesem Denkmal hochladen | Brunnenhaus mit Handschwengelpumpe                                                    | Dorfstraße 54 (unterhalb) (Karte) | Um 1946               | Verbrettertes Brunnenhaus mit gusseiserner Handschwengelpumpe, wirtschaftshistorisch bedeutende Anlage von straßenbildprägender Wirkung | 09238905 |

## Planschwitz
| Bild                                    | Bezeichnung | Lage                              | Datierung                                                           | Beschreibung | ID       |
| --------------------------------------- | --- | --------------------------------- | ------------------------------------------------------------------- | --- | -------- |
| Weitere Bilder                          | Burgruine (Ruine Stein, Veste Stein) | (Flurstück 50/1) (Karte)          | 1327 (Ersterwähnung der Burg); 14.-17. Jahrhundert (Burgruine)      | Mittelalterliche Höhenburg in Spornlage mit Ruinensubstanz vom Abschnittsgraben sowie Reste eines Rundturms, regionalgeschichtlich außerordentlich bedeutendes Denkmal in landschaftsprägender Lage unmittelbar am Südufer der Talsperre Pirk (früher Felsvorsprung über der Weißen Elster). Befestigungskern einer ehemaligen Höhenburg (seit 1939 am Steilufer der Talsperre Pirk) zur Überwachung des Elsterüberganges bzw. der Elsterfurt gebaut. Kernwerk 26 m × 22,5 m mit Ruinensubstanz (Bruchstein). Teile der Ruine heute überflutet. Abschnittsgraben im Süden und Osten der Burg: rechtwinklig abgeknickt, aus dem Felsen geschlagen, 6,5 m breit. Unmittelbar südlich vor dem Graben Mauerreste eines Rundturmes (4,2 m äußerer Durchmesser, 0,5 m Mauerstärke), 1327 ersterwähnt als „munitio lapis“. | 09247119 |
| Weitere Bilder                          | Talsperre Pirk: Staumauer einer Talsperre mit Schieber- und Turbinenhaus, Tosbecken und Brücke, Treppe zum Wärterhaus, innen Voith-Turbine sowie Stauklappen, weiterhin mit flussabwärts gelegenem Pegelhaus und Reststück des Mühlgrabens der ehemaligen Getreidemühle Magwitz sowie Sperrmauer der Vorsperre Dobeneck | (Flurstücke 44, 50/1, 82) (Karte) | 1935–1939 (Talsperre); bezeichnet mit 1938 (Schieberhaus)           | Bedeutende architektonisch-wasserbautechnische Gesamtanlage von hohem Dokumentationswert, wertvoll sowohl in baukünstlerischer als auch in technikgeschichtlicher Hinsicht, einzige Gewichtsstaumauer aus Beton mit Bruchsteinverkleidung in Sachsen, anspruchsvolle, zweckbetonte Gestaltung, gelungene Einfügung in die Landschaft, beinahe parkähnliche Gestaltung der Umgebung mit Blickachsen von der Schutzhütte (Magwitz) zur Talsperre, bildet Ensemble mit Schutzhütte (Ortsteil Magwitz, Flurstück 322b). Pläne: Landschaftsgestalter Werner Bauch aus Gößnitz. Im Schieber- und Turbinenhaus zwei originale Grundablässe sowie eine Kaplan-Spiralturbine aus der Bauzeit erhalten. | 09232431 |
| Direkt Bild zu diesem Denkmal hochladen | Zwei Pechpfannen | (Flurstück 463) (Karte)           | 19. Jahrhundert                                                     | Zeugnisse der vogtländischen Produktionsgeschichte mit regionalhistorischer Bedeutung, zwei Granit-Werksteine mit schüsselartiger Vertiefung | 09238902 |
|                                         | Herrenhaus (Nr. 1) mit anschließendem Wirtschaftsgebäude (Nr. 3) sowie Scheune eines Rittergutes | Kirchpöhlweg 1, 3 (Karte)         | Letztes Drittel 18. Jahrhundert (Herrenhaus); um 1850 (Gutsscheune) | Herrenhaus Putzbau mit Portal und Krüppelwalmdach, ortsgeschichtlich bedeutsam. - Herrenhaus, mit Resten ehemaliger Ausstattung: zweigeschossiger Bau, im Inneren umgestaltet - Stall: Kreuzgratgewölbe | 09238901 |
| Direkt Bild zu diesem Denkmal hochladen | Kirche (mit Ausstattung) sowie Kirchhof mit Einfriedung | Talsperrenstraße (Karte)          | Um 1670                                                             | Saalkirche mit verschiefertem Dachreiter, von baugeschichtlicher und ortshistorischer Bedeutung. Barocke Haube, Rundbogenfenster, Vorhalle in Fachwerk. Einfriedung hohe Bruchsteinmauer. | 09238900 |
| Direkt Bild zu diesem Denkmal hochladen | Pfarrhaus und Remisengebäude eines Pfarrhofes | Talsperrenstraße 5 (Karte)        | Ende 18. Jahrhundert                                                | Pfarrhaus schlichter Putzbau mit Krüppelwalmdach, von ortsgeschichtlicher Bedeutung, reich an Originalsubstanz und weitgehend unverändert. Granitgewände, Obergeschoss Fachwerk verputzt, Krüppelwalmdach mit altdeutscher Schieferdeckung, Dachgaupen. | 09238899 |
| Direkt Bild zu diesem Denkmal hochladen | Portal eines Wohnhauses | Talsperrenstraße 7 (Karte)        | Um 1800                                                             | Original erhaltenes Granitportal, als reich gestalteter Eingang eines ehemaligen Pfarrhofgebäudes von handwerklich-künstlerischer und ortshistorischer Bedeutung. Profiliertes Granitgewände mit Segmentbogenabschluss, originale Tür mit Oberlicht. | 09238922 |
| Direkt Bild zu diesem Denkmal hochladen | Kriegerdenkmal für die Gefallenen des Ersten Weltkrieges | Talsperrenstraße 17 (vor) (Karte) | Nach 1918                                                           | Ortshistorische Bedeutung, Granitstein mit geschliffener Platte | 09238898 |

## Raasdorf
| Bild                                    | Bezeichnung                                              | Lage                                         | Datierung | Beschreibung | ID       |
| --------------------------------------- | -------------------------------------------------------- | -------------------------------------------- | --------- | --- | -------- |
| Direkt Bild zu diesem Denkmal hochladen | Kriegerdenkmal für die Gefallenen des Ersten Weltkrieges | Alte Schönecker Straße 7 (gegenüber) (Karte) | Nach 1918 | Im Ortskern nahe Dorfteich, Granitstein mit Bosse und Inschrift, ortsgeschichtlich von Bedeutung | 09238913 |
| Direkt Bild zu diesem Denkmal hochladen | Ehemalige Schule, jetzt Dorfgemeinschaftshaus            | Am Neunmühlental 1 (Karte)                   | Um 1900   | Frei stehender Putzbau mit Gründerzeitfassade, Zeugnis der Ortsgeschichte. Zwei Geschosse mit kräftigem Gurtgesims, Sockel Schiefer, Fenster im Obergeschoss mit gerader Verdachung, drei zu große Dachgaupen, die Eingangstüren mit Gitter und Oberlicht, Windfangtür und Treppenhaus. | 09238911 |

## Taltitz
| Bild                                    | Bezeichnung | Lage                                        | Datierung                                                | Beschreibung | ID       |
| --------------------------------------- | --- | ------------------------------------------- | -------------------------------------------------------- | --- | -------- |
| Weitere Bilder                          | Ehemaliges Herrenhaus (Nr. 27, heute Jugendherberge) und Nebengebäude (Nr. 28) sowie Gartenpavillon des Rittergutes Dobeneck, heute Jugendherberge Talsperre Pirk | Dobenecker Weg 27, 28 (Karte)               | 18. Jahrhundert                                          | Alte Ortslage Dobeneck, Herrenhaus schlichter barocker Putzbau mit Mansarddach, heute in unmittelbarer Lage an der Talsperre Pirk, baugeschichtlich und ortsgeschichtlich von Bedeutung. - Herrenhaus: Deckenmalerei, um 1930 - Nebengebäude: Satteldach mit Dachreiter (Ziegeltonne) - Pavillon: achteckig, mit Spitzhaube                                                                                           | 09238893 |
| Direkt Bild zu diesem Denkmal hochladen | Sühnekreuz | Oelsnitzer Straße (Karte)                   | Vor 1600                                                 | An der Friedenseiche, von ortshistorischer Bedeutung. Granit-Steinkreuz, nur ein Kreuzarm erhalten, auf Kopf näpfchenartige Vertiefung. | 09247101 |
| Weitere Bilder                          | Turm und Einfriedungsmauer des ehemaligen Rittergutes Taltitz | Straße zum Ferienheim (Karte)               | 18. Jahrhundert                                          | Pavillonartiger Eckturm mit achteckiger barocker Haube, Mauer unverputzter Bruchstein, straßenbildprägendes Zeugnis des einstigen Rittergutes, Herrenhaus und Wirtschaftsgebäude im Zuge der Bodenreform 1945 abgebrochen, ortsgeschichtlich von Bedeutung | 09238887 |
| Weitere Bilder                          | Kirche (mit Ausstattung) sowie Kirchhof mit Einfriedung und Grabmalen                                                                                             | Straße zum Ferienheim (Karte)               | Im Kern 13. Jahrhundert; 1682–1683                       | Barocke Saalkirche mit Südwestturm, im Kern mittelalterlich, von künstlerischer und ortshistorischer Bedeutung. Einschiffig, dreiseitig geschlossener Chor, Turm mit oktogonalem Glockengeschoss, barocker Haube und Laterne, Bruchsteinmauer unverputzt. | 09238889 |
|                                         | Kriegerdenkmal für die Gefallenen des Ersten Weltkrieges | Straße zum Ferienheim 1 (gegenüber) (Karte) | Nach 1918                                                | Granitstein mit Relief, auf Stufenpostament, ortshistorische Bedeutung | 09238888 |
| Direkt Bild zu diesem Denkmal hochladen | Pfarrhaus und Seitengebäude eines Pfarrhofes | Straße zum Ferienheim 2 (Karte)             | Bezeichnet mit 1751 (Pfarrhaus); um 1895 (Seitengebäude) | Pfarrhaus stattlicher barocker Putzbau mit schönem Portal und Krüppelwalmdach, Seitengebäude ein gründerzeitliches Ziegelgebäude, baugeschichtliche und ortshistorische Bedeutung. - Pfarrhaus: Bruchsteinsockel, Granitgewände, Granitportal mit Eckzier und Sockel, alte Fenster, Krüppelwalmdach mit altdeutscher Schieferdeckung, Dachgaupen und Dachhäuschen - Remise: Ziegelbau mit Satteldach, teils verändert | 09238890 |
| Direkt Bild zu diesem Denkmal hochladen | Ehemaliges Vorwerk eines Rittergutes, heute Dorfgemeinschaftshaus                                                                                                 | Weischlitzer Straße 15 (Karte)              | Bezeichnet mit 1813                                      | Putzbau mit Korbbogenportal und Krüppelwalmdach, baugeschichtliche Bedeutung und Denkmal der Ortsgeschichte. Bruchsteinsockel, Putzfassade, sechs Achsen, Granitportal mit Segmentbogen bezeichnet mit 1813 (Schlussstein), Sockel. | 09238891 |

## Unterhermsgrün
| Bild                                    | Bezeichnung | Lage                          | Datierung                                                                         | Beschreibung | ID       |
| --------------------------------------- | --- | ----------------------------- | --------------------------------------------------------------------------------- | --- | -------- |
| Direkt Bild zu diesem Denkmal hochladen | Wohnstallhaus, Scheune und zwei Seitengebäude sowie Einfriedung mit Toreinfahrt eines Mühlenanwesens (Mühle Dreihöf) | Dorfstraße 1 (Karte)          | Ende 18. Jahrhundert, später überformt (Wohnstallhaus); 19. Jahrhundert (Scheune) | Wohnstallhaus Putzbau mit Mansarddach, Scheune verbrettert, geschlossenes Ensemble mit überwiegend Originalsubstanz, markante, ortsbildprägende Anlage mit besonderem Wert für die Ortsgeschichte. - Wohnstallhaus: massiv, verputzt, zwei Geschosse, Mansarddach mit Eternit, rückseitig Backhaus - Scheune: zwei Geschosse, verbrettert - Nebengebäude: zweigeschossig, Erdgeschoss massiv, Obergeschoss verbrettert, flaches Satteldach - gemauerte Einfriedung mit Schieferplattenabdeckung | 09238920 |
| Direkt Bild zu diesem Denkmal hochladen | Wohnstallhaus und daran angebaute Scheune eines Bauernhofes                                                          | Ebersbacher Straße 17 (Karte) | Um 1870 (Wohnstallhaus); um 1900 (Bauernhof)                                      | Zum Teil verbrettert, in Kubatur und Fassade unverändert erhaltenes Zeugnis ländlicher Bauweise, Dokumentationswert, baugeschichtlich von Bedeutung. - Wohnstallhaus: zwei Geschosse, (Erdgeschoss Ziegel/Bruchstein), Obergeschoss/Drempel verbrettert, flach geneigtes Satteldach - Nebengebäude: Satteldach mit altdeutscher Schieferdeckung | 09238903 |

## Tabellenlegende
- Bild: Bild des Kulturdenkmals, ggf. zusätzlich mit einem Link zu weiteren Fotos des Kulturdenkmals im Medienarchiv Wikimedia Commons. Wenn man auf das Kamerasymbol klickt, können Fotos zu Kulturdenkmalen aus dieser Liste hochgeladen werden:
- Bezeichnung: Denkmalgeschützte Objekte und ggf. Bauwerksname des Kulturdenkmals
- Lage: Straßenname und Hausnummer oder Flurstücknummer des Kulturdenkmals. Die Grundsortierung der Liste erfolgt nach dieser Adresse. Der Link (Karte) führt zu verschiedenen Kartendiensten mit der Position des Kulturdenkmals. Fehlt dieser Link, wurden die Koordinaten noch nicht eingetragen. Sind diese bekannt, können sie über ein Tool mit einer Kartenansicht einfach nachgetragen werden. In dieser Kartenansicht sind Kulturdenkmale ohne Koordinaten mit einem roten bzw. orangen Marker dargestellt und können durch Verschieben auf die richtige Position in der Karte mit Koordinaten versehen werden. Kulturdenkmale ohne Bild sind an einem blauen bzw. roten Marker erkennbar.
- Datierung: Baubeginn, Fertigstellung, Datum der Erstnennung oder grobe zeitliche Einordnung entsprechend des Eintrags in der sächsischen Denkmaldatenbank
- Beschreibung: Kurzcharakteristik des Kulturdenkmals entsprechend des Eintrags in der sächsischen Denkmaldatenbank, ggf. ergänzt durch die dort nur selten veröffentlichten Erfassungstexte oder zusätzliche Informationen
- ID: Vom Landesamt für Denkmalpflege Sachsen vergebene, das Kulturdenkmal eindeutig identifizierende Objekt-Nummer. Der Link führt zum PDF-Denkmaldokument des Landesamtes für Denkmalpflege Sachsen. Bei ehemaligen Kulturdenkmalen können die Objektnummern unbekannt sein und deshalb fehlen bzw. die Links von aus der Datenbank entfernten Objektnummern ins Leere führen. Ein ggf. vorhandenes Icon  führt zu den Angaben des Kulturdenkmals bei Wikidata.

## Ausführliche Denkmaltexte
1. ↑  Talsperre Pirk:

Die Talsperre Pirk ist die letzte vor Beginn des Zweiten Weltkrieges errichtete Anlage in Sachsen. Bauträger war der Weißelsterverband in Gera. Mit einem Stauraum von 10,73 Mio. Kubikmetern gehört Pirk zu den Talsperren mittlerer Größe (eine höhere Kapazität besitzen Klingenberg, Lehnmühle und Saidenbach). Die Staumauer ist 250 m lang, jedoch nur 15,7 m hoch. Der gedrungenen Proportion wirkt die sanfte Krümmung des Bauwerkes entgegen. Die Talsperre stand Anfang der 1990er Jahre nicht unter Denkmalschutz, die Sanierung, die noch im Sommer 1996 zum Abschluss kommen soll, fand vermutlich ohne Mitsprache der Denkmalschutzbehörden statt. Durch die Erneuerung der Mauerkrone wird das ursprüngliche Erscheinungsbild in manchen Einzelheiten spürbar verändert. Der Denkmalwert der Anlage ist aber durch diese Beeinträchtigung nicht in Frage gestellt.
  - Absperrbauwerk: Betongewichtsstaumauer, auf der Luftseite Verkleidung mit Diabas, unregelmäßige, leicht rustizierte Steinlagen, mittiger Hochwasserüberlauf, seitlich gefasst durch zwei kräftige, strebepfeilerartige Wandvorlagen, unterteilt in sechs Überlauffelder, die beiden südlichen Felder mit beweglichen Wehrklappen ausgestattet (Fischbauchklappen erneuert), zwischen den Feldern ragen schmale Mauerabschnitte empor, die einen in Beton konstruierten Steg tragen, der den Überlauf überbrückt, der Steg bestand ursprünglich aus sechs zwischen die Stützmauern eingespannten Kompartimenten, bei der Sanierung wurden die tragenden Mauerabschnitte herabgesetzt und der Steg aus einer durchgehenden Platte neu konstruiert, die ehemals in Holz ausgeführte, horizontal akzentuierte Brüstung wird durch ein anders gegliedertes Aluminiumgeländer ersetzt, der ursprüngliche Wegebelag aus unregelmäßigen Schieferplatten soll originalgetreu erneuert werden
  - Schieber- und Turbinenhaus: kubischer, an die Staumauer angelehnter Baukörper mit leicht geneigter Bedachung aus Schieferplatten, vier hochrechteckige Fenster, ehemaliger Umgang mit Brüstung verloren, in dem zweigeschossigen Gebäude originale Grundablässe mit über Servoanlage betriebenen Rollkeilschiebern (Firma Voith, Heppenheim) und Turbine (Firma Voith), Baujahr 1938, und zugehörigem Generator (Firma Sachsenwerk, Niedersedlitz), 470 kVA, 3100 V, Baujahr 1938, durch seine Anordnung rechts des Hochwasserüberlaufs akzentuiert das Schieberhaus die asymmetrische Disposition der Anlage
  - Tosbecken: Zu Füßen des Hochwasserüberlaufs gelegen, verbreitert es sich in Richtung auf das Schieberhaus, wo es in das künstliche Flussbecken der Weißen Elster übergeht, dieses wird überquert von einer schmalen Betonbrücke. Eine Treppe führt am südlichen Ende der Staumauer zum Wärterhaus. Das Wärterhaus selbst, mehrfach erweitert und umgebaut, ist nicht Bestandteil des geschützten Bereiches.
  - Pegelhäuschen: etwa 800 m unterhalb der Talsperre, der darin befindliche Ablaufpegel wurde erneuert, die alte Ablesevorrichtung wurde eingelagert
  - Mühlgraben: im Bedarfsfall zur Entleerung des Tosbeckens verwendet
  - Vorsperre bei Dobeneck aus zwölf Einzelblöcken bestehend, 200 m lang, 9 m hoch, bildet einen See von 45 ha, meist ist die Vorsperre überstaut

Höhe der Staumauer über Gründungssohle ca. 23 m, Kronenbreite 3,65 m, Kronenlänge 250 m, Betonkonstruktion luftseitig mit Natursteinen (Theumaer Schiefer) verkleidet, Turbine J. M. Voith 1938 (Nummer 12764). Kran: Findeisen, Maschinenfabrik Chemnitz 1938. „Fischbauchklappen“ (Stauklappen) 1937. Auf der Nordseite oberhalb der Staumauer zeitgenössisches Wohn- und Verwaltergebäude, mit rustikalem Sockel (kein Denkmal, Anschrift: Gößweiner Straße 1 oder Am Strand 1). Die Pfeiler der nahe gelegenen Autobahnbrücke sind zusammen mit der Staumauer (Gewichtsmauer, Stampfbeton) errichtet worden.